# StarCraft (serie)

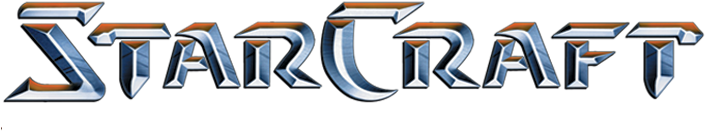
Logo

StarCraft è una serie di videogiochi di strategia in tempo reale a tema fantascientifico, creata dalla Blizzard Entertainment. Il primo StarCraft è uscito nel 1998, seguito dall'espansione StarCraft: Brood War, e poi a partire dal 2010 è uscita la trilogia del secondo capitolo: StarCraft II.
Sull'universo creato da questa serie sono anche stati scritti diversi romanzi.

## Videogiochi
- StarCraft (31 marzo 1998) - strategia in tempo reale con tre campagne per le razze Terrestri, Zerg e Protoss.
  - StarCraft: Brood War (30 novembre 1998) - espansione di StarCraft con tre nuove campagne, rispettivamente Protoss, Terrestri e Zerg, e nuove unità.
- StarCraft: Ghost (annullato) - sparatutto in prima persona tattico
- StarCraft II (27 luglio 2010) - secondo capitolo della saga composto da una trilogia, in DirectX 9:
  - StarCraft II: Wings of Liberty (27 luglio 2010) - primo capitolo della trilogia, campagna Terrestri
  - StarCraft II: Heart of the Swarm (12 marzo 2013) - secondo capitolo della trilogia, campagna Zerg
  - StarCraft II: Legacy of Void (10 novembre 2015) - terzo capitolo della trilogia, campagna Protoss
  - StarCraft II: Nova: Operazioni Segrete (StarCraft II: Nova Covert Ops) (2016) - espansione incentrata sull'unità eroica di Nova
- StarCraft: Remastered (2017) - contiene StarCraft e StarCraft: Brood War, riadattati per le tecnologie moderne con un comparto grafico aggiornato con una risoluzione in 4K UHD e audio rimasterizzato.
  - StarCraft: Cartooned (2019) - contenuto scaricabile che rende la grafica simile a cartoni animati.

## Romanzi
Dai videogiochi sono stati tratti dei romanzi, tutti pubblicati da Simon & Schuster.
- StarCraft: Uprising (2000)
- StarCraft: Liberty's Crusade (2001)
- StarCraft: Shadow of the Xel'Naga (2001)
- StarCraft: Speed of Darkness (2002)
- StarCraft: Queen of Blades (2006)
- StarCraft Ghost: Nova (2006)

## Storia

### Il possente popolo degli Xel'Naga
In antichità esisteva una potente razza di bio-creatori: gli Xel'Naga. Essi provavano felicità nel migliorare le specie della galassia. Ma nessuna di quelle che avevano incontrato aveva le potenzialità per raggiungere la perfezione. Quando si imbatterono nel pianeta Aiur, scoprirono in una specie di cacciatori tribali umanoidi il candidato ideale per la "purezza della forma". Questi esseri erano dotati di enormi poteri mentali, di cui essi avevano imparato ad usare solo una piccola frazione. Tuttavia, condividevano un legame psionico comune, tramite il quale erano tutti collegati. Gli Xel'Naga li chiamarono Protoss (ossia primogeniti) e impazienti di aspettare la loro naturale evoluzione, li manipolarono artificialmente per aumentarne popolazione ed evoluzione, esponendoli all'influsso di numerosi cristalli khaidariani celati sotto la superficie del pianeta. Infine, quando furono reputati pronti, gli Xel'Naga si rivelarono ai Protoss, i quali presero ad adorarli come dei e, tra tutte le tribù, la Shelak divenne la favorita. I protoss si evolvettero fisiologicamente e tecnologicamente molto in fretta, ma questa velocità li portò a diventare arroganti. Iniziarono a sorgere dubbi sulle reali intenzioni degli Xel'Naga. Questi ultimi erano molto intrigati dalla divergenza ideologica che si stava delineando. Nascosero due cristalli gemelli, l'Uraj e il Khalis presso le due tribù Sargas e Akilae, rispettivamente capofila dei due diversi schieramenti. Con stupore, notarono che i due cristalli rispondevano caricandosi di due diversi tipi di energia. Le divergenze tra i Protoss crebbero fino a un livello critico, per cui nessuna tribù si fidava più delle altre. Questo portò alla rottura del legame psionico che li accomunava. Fu un evento estremamente traumatico che portò la società Protoss nel caos. Confusi e impauriti, i Protoss iniziarono una sanguinosa guerra civile. Gli Xel'Naga non erano contenti di quello che stava succedendo, tuttavia riconobbero proprio nel loro intervento la causa di quell'evento. Avevano forzato i Protoss ad evolvere fino a un livello estremo, e a una velocità eccessiva. A malincuore, si prepararono ad abbandonare il pianeta. La notizia della partenza degli Xel'Naga fu percepita come un abbandono dai Protoss, i quali in preda al risentimento li attaccarono facendo centinaia di vittime. Gli Xel'Naga lasciarono molti cristalli sul pianeta, ed almeno una nave. Convinti che i Protoss avessero ormai perso la "purezza della forma", si lanciarono nello spazio alla ricerca di una nuova razza da portare alla perfezione.
Trovarono così per caso il punto di partenza in uno strano anellide del pianeta Zerus. La minuscola e bizzarra creatura, chiamata Zerg, aveva la capacità di impiantarsi all'interno delle carni degli altri organismi prendendone così il controllo. In essa, gli Xel'Naga riconobbero la "purezza dell'essenza". Gli Xel'naga lavorarono sulla creatura affinché si evolvesse più in fretta e donandogli aspetti e capacità particolari. In particolare, emerse la capacità di manipolare il DNA dei loro organismi ospite. Per fare in modo che il processo evolutivo fosse focalizzato, e per evitare gli eventi occorsi su Aiur, dotarono inoltre gli zerg di una coscienza collettiva chiamata "Unica Mente", la quale governasse e controllasse tutto lo sciame. Ciò doveva evitare l'errore occorso coi Protoss, dove l'individualità e l'indipendenza degli ego aveva fatto emergere conflitti. Dopo breve tempo tuttavia, gli Xel'naga, si resero conto che anche la loro nuova creazione aveva ormai raggiunto dei ritmi di crescita preoccupanti. In poco tempo gli zerg riuscirono ad assimilare ogni creatura vivente del loro pianeta, cambiandone completamente forma e aspetto. L'Unica Mente si era rivelata un essere molto efficiente nell'assorbire e manipolare il DNA delle varie specie di Zerus, combinandoli sapientemente, fino a creare individui zerg specializzati in un singolo compito, ma perfettamente integrati nello sciame. Ciò che gli Xel'Naga non sapevano era che l'Unica Mente aveva sviluppato una personalità sconfinatamente curiosa e pericolosamente ambiziosa. Grazie ai raffinati sensi che aveva sviluppato, l'Unica mente era perfettamente al corrente delle navi degli Xel'Naga in orbita su Zerus. E avendo assorbito ogni essere vivente del pianeta, gli Xel'Naga rappresentavano l'unica possibilità per saziare la sua fame di perfezione. Tuttavia lo spazio restava fuori dalla portata degli zerg, che avevano bisogno di atmosfera per sopravvivere. Fino a quando uno stormo di un'ignara specie di viaggiatori spaziali non passò per quel sistema solare. L'Unica Mente iniziò ad emettere richiami mentali attirandoli così sulla superficie del pianeta, dove i guerrieri zerg li sorpresero prontamente. Con quella genetica ormai assorbita, in pochi giorni gli zerg furono in grado di lanciarsi nello spazio riversandosi a milioni sulle navi degli ignari Xel'Naga, i quali ebbero la peggio. Fu allora, tramite i computer di bordo delle navi Xel'Naga, che l'Unica Mente venne a conoscenza della primogenitura dei Protoss, la purezza della forma. Nella sua infinita ambizione, fu chiaro all'Unica Mente che il percorso verso la perfezione passava necessariamente per l'assorbimento dei protoss nello sciame dei secondogeniti zerg, la purezza dell'essenza. E così, appreso anche il segreto dei rift spaziali (per il viaggio interplanetario), gli zerg si lanciarono nel cosmo assorbendo ogni forma di vita che incontrassero nello sciame, col fine ultimo di trovare Aiur, i Protoss e raggiungere la perfezione.

### La ricostruzione dei Protoss e l'esilio dei templari oscuri
Dopo la partenza degli Xel Naga, la guerra civile e il caos tra i protoss si protrasse per numerose generazioni. Fino a quando Khas, un guerriero della tribù Shelak non vi pose fine. Khas era uno dei pochi protoss a non essere sotto l'effetto del risentimento collettivo che pervadeva la sua specie. Fu cauto comunque a tenerlo nascosto. Egli si dedicò a proteggere e a studiare numerose reliquie degli Xel Naga. Le reliquie contenevano numerosi scritti, ma la scrittura era una forma di comunicazione sconosciuta ai protoss del tempo, poiché essi conoscevano soltanto la telepatia. Con sufficiente studio Khas riuscì a decifrarli, venendo a conoscenza del legame psionico naturale tra tutti i protoss quando toccò un cristallo khaidariano. L'odio per loro stessi, del quale lo schizofrenico sentimento di amore/odio per gli Xel'Naga era solo un sintomo, era nato quando i protoss avevano perso il loro legame psionico collettivo. Ma riabilitandolo essi avrebbero potuto essere curati. Khas così cominciò ad educare la sua tribù, per poi passare alle altre. In breve la maggior parte dei protoss abbracciò di nuovo il legame psi, tornando ad essere una società unita. Khas ideò la via dell'ascesa (in seguito chiamata Khala in suo onore) e divise quindi la rinata società protoss in 3 caste: giudici (amministratori, guidati dall'organo supremo detto il Concilio o Conclave), templari (guerrieri) e khalai (scienziati e manifattori).
Molto tempo dopo, i protoss erano ormai diventati una delle potenze più grandi della galassia, controllavano centinaia di mondi e avevano numerose specie sotto la loro protezione. I templari a quell'epoca erano guidati da Adun, l'esecutore (comandante in capo dei templari). Fu proprio Adun che venne convocato dal conclave (l'organo di governo composto dai giudici) per risolvere una questione molto delicata. Era infatti stato scoperto che esistevano alcuni protoss che rifiutavano il legame collettivo. Questi individui, rifiutando il Khala, mettevano a rischio tutta la società protoss, rischiando di scatenare una nuova era di caos e di guerre. Ad Adun fu quindi comandato di rintracciare ed uccidere questi protoss in gran segreto, per evitare che il resto della società venisse a conoscenza di questo pericolo. Adun era molto turbato dai suoi nuovi ordini. Non era felice di dover spargere il sangue dei suoi fratelli protoss, e allo stesso tempo non capiva perché qualcuno volesse rifiutare il Khala. Il primo obiettivo di Adun era una giovane femmina protoss di nome Raszagal. Nonostante i suoi ordini fossero di ucciderla, egli disobbedì mentendo al conclave. Anche se il fatto stesso di essere al di fuori dal Khala provvedeva già di per sé un buon nascondiglio per questi protoss disobbedienti, Adun insegnò loro l'arte dell'invisibilità (capacità che solo Adun tra i templari possedeva) per nasconderli meglio dai giudici. Con sua sorpresa, i disobbedienti impararono in fretta e presero ad adorarlo. Tutto questo continuò fino al verificarsi di un tragico incidente. Uno dei disobbedienti mentre studiava come controllare i suoi poteri, rilasciò accidentalmente una tempesta psionica che uccise i suoi compagni e distrusse miglia e miglia di giungla su Aiur. Altri disobbedienti intorno a lui furono presi dal panico, finendo per alimentare ulteriormente la tempesta su Aiur e su numerosi altri mondi. Il Conclave non ci mise molto a scoprire la causa di tanta devastazione. Essa tuttavia non poteva né punire Adun né uccidere i disobbedienti, senza rendere di pubblico dominio la loro esistenza. Fu così deciso di caricarli su un'antica, ma ancora funzionale, nave degli Xel'Naga, e di spedirli nello spazio. Mentre i disobbedienti salivano a bordo tuttavia, Koltanur (leader del Conclave) rassicurato dalla presenza di Adun attaccò psichicamente i disobbedienti, i quali risposero a tono. Temendo che potessero scatenare un'altra tempesta fuori controllo, Adun usando una combinazione di energie del Khala e di altre strane energie, creò una nebbia blu che circondò e protesse i disobbedienti permettendo loro di fuggire sulla nave. Tuttavia, l'aver inconsapevolmente usato le energie psichiche luminose e del vuoto nello stesso momento, causò ad Adun il prendere fuoco come una stella, consumandosi fino a sparire del tutto, anche dal Khala. In seguito, la storia dei disobbedienti divenne leggenda su Aiur, ed essi vennero ricordati nei secoli successivi col pittoresco nome di Templari Oscuri.

### La venuta dei Terrestri
Per gli umani, la storia di StarCraft inizia molto lontano dal settore Koprulu, e cioè sulla Terra.
La storia prende il via dal XXIII secolo in cui l'umanità ha raggiunto livelli tecnologici senza pari, ormai tecnologie sofisticatissime come apparati cibernetici per il potenziamento delle attività umane erano all'ordine del giorno ed erano ampiamente diffuse.
Ma a tutto ciò si contrapponeva una situazione energetica e demografica assai grave: la popolazione nei secoli precedenti era cresciuta vertiginosamente causando problemi di sovrappopolazione e ormai l'enorme richiesta energetica globale aveva portato al pressoché totale esaurimento delle materie prime, come il petrolio. A tutto ciò si aggiunse il sempre più preoccupante peggioramento del clima. In questo quadro di declino mondiale, il potere occidentale subì una grave battuta d'arresto, iniziarono una lunga serie di conflitti bellici spaventosi e ciò fu la causa della messa in commercio sui mercati neri di notevoli testate nucleari. In questo modo anche i paesi più poveri si dotarono di ordigni atomici che potevano mettere in ginocchio potenze del passato come gli USA. Sulle ceneri dell'ormai defunta ONU, il 22 novembre del 2229 venne fondata la LPU (Lega delle Potenze Unite) che in futuro sarebbe diventata il DTU, fazione presente nelle vicende di StarCraft: Brood War. La LPU ebbe come obiettivi la riunione di tutti gli stati mondiali sotto un'unica nazione. Per far ciò iniziò una lunga campagna di unione, combattendo i ribelli che non volevano unirsi. Il progetto più importante intrapreso dalla LPU fu quella di riprendere in considerazione un valido programma spaziale per la futura colonizzazione di altri pianeti. In questo progetto furono spese enormi risorse e nel giro di alcuni decenni l'umanità iniziò a fondare colonie all'interno del sistema solare. Negli anni successivi, un brillante scienziato di nome Doran Routhe iniziò una serie di lunghi studi per la fondazione di colonie fuori dal sistema solare e, conclusi questi studi, riuscì a ottenere la fiducia e il via libera da parte della LPU per questo suo ambizioso progetto.
La LPU, assieme allo scienziato Doran Routhe, decise di utilizzare delle "cavie". Queste cavie erano numerose persone, tutti carcerati e gente considerata come "feccia" della società che erano stati puniti e perseguitati dalla LPU soprattutto per reati politici.
Tra queste persone ne vennero selezionate le più idonee per reggere un lungo viaggio spaziale e che poi sarebbero riuscite ad adattarsi al nuovo clima del pianeta extrasolare scelto, Gantris VI, situato nella costellazione di Alfa Centauri, e quindi relativamente vicino al sistema solare. Così, in quegli anni, si costruirono 4 enormi astronavi colonizzatrici completamente automatizzate e guidate da un computer denominato ATLAS. In queste navi di ultima generazione, dotate di reattori nucleari avanzatissimi e un sistema di ibernazione criogenica per gli occupanti, ne furono caricati 40.000 individui, tenuti in animazione sospesa. Il viaggio sarebbe dovuto durare solo un anno. Per la maggior parte del viaggio la navigazione fu tranquilla e supervisionata dal computer che gestiva la rotta, la navigazione e monitorava lo stato dei "dormienti", aggiornando Doran Routhe ed i suoi scienziati, che seguivano l'operazione, ad intervalli regolari. Improvvisamente il computer andò in tilt e tutte le rotte di viaggio e le analisi sui viaggiatori andarono perdute, rimasero funzionanti solo il sistema di ibernazione e quello per avviare le procedure di emergenza. A questo punto le 4 navi viaggiarono nel vuoto, alla deriva, per circa 30 anni percorrendo migliaia di anni luce. Si arrivò infine al punto in cui i reattori delle astronavi iniziarono a rischiare il collasso. Ciò determino l'attivazione del sistema di emergenza, il quale individuò i pianeti più vicini idonei per la colonizzazione, o quantomeno, per tentare un atterraggio di fortuna.
Così le 4 navi, a 60.000 anni luce dalla Terra, si trovarono in quello che divenne noto come il settore Koprulu, e tentarono un atterraggio di emergenza in diversi pianeti situati nello stesso sistema solare. La nave Sarengo si schiantò sulla superficie di Umoja uccidendo i prigionieri; la Reagan riuscì ad atterrare sempre su Umoja, dando inizio alla colonia; l'Argo invece atterrò su Moria e infine la Nagglfar atterrò su Tarsonis e vi fondò l'omonima colonia. Tutte le colonie si erano sviluppate all'insaputa l'una dell'altra, ma tutte consce dell'impossibilità di ritornare a casa. Le colonie si svilupparono velocemente, ma fu Tarsonis ad avere il vantaggio tecnologico. La Nagglfar infatti ospitava a bordo il sistema ATLAS, il potente computer nel quale erano memorizzati tutti i progressi tecnologici terrestri. Nonostante ciò, ci vollero 60 anni per sviluppare un motore interstellare subspaziale. Quando ciò accadde, Tarsonis scoprì di non essere l'unica colonia terrestre nel sistema. Tuttavia, avendo le altre 2 colonie scelto di seguire la loro strada, Tarsonis si lanciò da sola nella colonizzazione spaziale, fondando quella che sarebbe diventata la Confederazione Terrestre, un'organizzazione di stampo imperialista con un governo di tipo oligarchico, in cui poche famiglie si dividevano il potere. Subito dopo Tarsonis, fu Moria a fondare le sue colonie spaziali. Se infatti la Confederazione aveva potuto contare sul vantaggio tecnologico, Moria aveva potuto contare sul vantaggio economico, essendo il pianeta sovrabbondante di risorse. Il governo di Moria era diviso in due, da una parte la Gilda Kelanis e dall'altra la Coalizione Mineraria di Moria, entrambe con leader democraticamente eletti (anche se poi difficili da sostituire). Moria concentrò il suo programma spaziale nell'estrazione di risorse, fondando numerose colonie minerarie. Ciò attirò le attenzioni della Confederazione, e dopo numerose scaramucce si arrivò infine alla Guerra delle Gilde, dove alla fine della guerra la Gilda Kelanis e la Coalizione Mineraria di Moria si fusero nell'Alleanza Kel-Moriana. Fu subito chiaro però che tale alleanza non aveva la forza per tenere testa alla Confederazione. Infatti dopo 4 anni di scontri, prevalentemente sui pianeti Char e Mar Sara, la guerra terminò, con l'alleanza costretta a cedere tutte le sue gilde secondarie insieme a ricche colonie come Mar Sara e Chau Sara, pur mantenendo la sua indipendenza. Umoja reagì all'aggressività Confederata fondando il Protettorato di Umoja, chiudendosi in un isolazionismo armato. Nonostante la sconfitta, l'Alleanza Kel-Moriana accrebbe il suo potere, quando la Confederazione fu costretta a comprare da loro rifornimenti di carburanti e materie prime. Ciò portò la Confederazione a dichiarare illegali e perseguire ogni incursione ai danni dell'Alleanza.
La guerra delle gilde non fu l'unico episodio violento, nella breve storia delle colonie. Ben peggiore fu l'affare Korhal IV. Korhal IV era la maggiore e più ricca delle colonie Confederate, nonché uno dei suoi mondi fondatori. Tra tutti i pianeti era quello che aveva contribuito maggiormente al successo militare e tecnologico della Confederazione. Non solo, grazie a una lungimirante e rigida politica di sviluppo imposta dalla classe dirigente, Korhal nonostante la fiorente industria era l'unico mondo industrializzato dove fosse bello vivere. Severe norme ambientali e copiosi investimenti nel campo delle energie rinnovabili, avevano fatto sì che Korhal si fosse mantenuto un mondo verde e rigoglioso pur diventando il principale polo industriale del settore. Ciò aveva dato origine a numerose realtà "dinastiche" dove immensi patrimoni venivano passati di generazione in generazione. Nonostante Korhal fosse un mondo idilliaco però, i rapporti con Tarsonis non erano affatto buoni. La ricchezza prodotta da Korhal finiva per alimentare l'immensa macchina Confederata, la quale per "ricompensa", finiva per finanziare le sue industrie controllate a scapito di quelle Korhaliane che invece faticavano ad imporsi. Alla lunga i malumori sfociarono da prima in rivolte ed infine in una ribellione aperta. A capo di questo movimento c'era il senatore Angus Mengsk, membro di una delle vecchie famiglie di Tarsonis a capo della Confederazione. Quando la Confederazione tentò di assassinarlo, Mengsk guadagnò l'appoggio del Protettorato umojano, la cui assistenza si spinse addirittura al rifornimento di carroarmati. Le forze Confederate ormai stavano venendo completamente distrutte su Korhal, e, allo stesso tempo, la Confederazione non poteva permettersi di perdere il suo fiore all'occhiello, il gioiello confederato. Per due motivi: il primo di immagine, poiché Korhal era sempre stato additato come l'esempio di virtù della politica confederata, il motivo per cui tutti avrebbero dovuto unirsi alla confederazione; il secondo di stampo economico. Korhal era il maggior contribuente della confederazione, perderlo, magari addirittura a favore dei rivali Kel-Moriani o Umojani era del tutto inaccettabile. Alla fine della Guerra delle Gilde, Angus Mengsk dichiarò l'indipendenza di Korhal, e il suo movimento eliminò con successo tutte le forze confederate sul pianeta. La Confederazione rispose inviando 3 agenti (uno dei quali era Sarah Kerrigan) del suo Progetto Fantasma (umani psichicamente dotati, armati con il meglio della tecnologia militare ed addestrati con tecniche di condizionamento mentale per diventare spietate macchine da guerra; questi Fantasmi erano però costretti ad una vita militare quasi da tortura perché veniva fatto loro un lavaggio del cervello per renderli soldati ubbidienti ed efficienti e inoltre dopo ogni missione veniva loro cancellata la memoria), ad eliminare la famiglia Mengsk. L'indomani, furono rinvenuti i corpi decapitati della famiglia Mengsk: Angus, sua moglie e la figlia; la testa di Angus non fu mai ritrovata. L'assassinio fu una pessima mossa per la Confederazione, poiché Angus venne rimpiazzato dal figlio Arcturus, uomo ben più pericoloso, che al momento della strage della sua famiglia non si trovava lì. Arcturus Mengsk era uno degli eroi della guerra delle Gilde, avendo egli guidato insieme al generale Edmond Duke le forze Confederate nelle battaglie contro l'Alleanza. Come comandante militare egli era al corrente dell'esistenza del programma Fantasma della Confederazione, e ben informato sui loro metodi. Da quel momento egli divenne il Leader della Ribellione di Korhal portando la guerra al di fuori del pianeta. Tra i suoi obiettivi segreti, vi era quello di vendicarsi dei tre fantasmi coinvolti nell'uccisione di suo padre. Riuscì infine a rintracciarli tutti, ma al momento di uccidere l'ultimo, il fantasma n.24 responsabile della decapitazione di suo padre, ebbe un ripensamento e preferì arruolarlo nelle sue file, trovandolo più utile come alleato piuttosto che come vittima. Si trattava di Sarah Kerrigan, che Mengsk recuperò in stato di amnesia (la cancellazione della memoria era una procedura a cui in genere tutti i fantasmi venivano sottoposti dopo ogni missione) durante un esperimento che la Confederazione stava eseguendo su di lei ed alcune forme di vita aliene (poi rivelatisi avanguardie zerg). La Ribellione oramai non solo controllava completamente il pianeta, ma contava un esercito con milioni di effettivi. La Confederazione non si fece scrupoli questa volta, decisa a impartire una lezione esemplare una volta per tutte. Una salva di migliaia di missili nucleari classe Apocalisse venne sparata direttamente dai silos nucleari di Tarsonis in direzione di Korhal. Il risultato fu l'incinerazione del pianeta, il genocidio di 4 milioni di persone e la distruzione dell'ecosistema Korhaliano, ridotto ad un pianeta desertico abitato solo da forme di vita mutate dalle radiazioni (come l'animale Skantis) e dai fantasmi dei suoi coloni. Sfortunatamente per la Confederazione però, Mengsk in quel momento si trovava impegnato in un'operazione militare anti-confederata nel protettorato di Umoja, sopravvivendo così all'eccidio. Da quel momento i sopravvissuti presero il nome di Figli di Korhal, continuando la loro guerra contro la Confederazione come la principale delle numerose "Milizie Pirata" anti confederate del settore, e venendo additati come terroristi sanguinari dalla macchina propagandistica Confederata. Arcturus divenne il capo dei Figli di Kohral.
Sotto l'occhio invisibile dei Protoss e la discreta presenza degli zerg, i terrestri continuarono nelle loro scaramucce e lotte fratricide, fino al giorno in cui un evento eccezionale sconvolse tutti i mondi del settore.

### I protoss e la minaccia zerg
I protoss osservarono con curiosità l'emergere dallo spazio delle navi umane, ai confini del loro spazio. Come avevano già fatto con numerose altre razze, i protoss si tennero a distanza osservando nell'ombra i nuovi arrivati. Gli umani erano caratterizzati da una vita breve, ma erano molto prolifici ed adattabili. Ciò che preoccupava i protoss, era la loro continua brama di risorse. Essi infatti appena occupavano un mondo, non cercavano l'equilibrio bensì lo consumavano velocemente fino ad esaurirlo, per poi spostarsi su un altro o attaccare altri loro simili per prendere possesso delle loro risorse. Tuttavia, il settore dei terrestri divenne improvvisamente di primo piano nell'agenda protoss a causa di un'allarmante scoperta. Nello spazio terrestre infatti erano state rinvenuti alcuni organismi molto strani. Una volta portati su Aiur e opportunamente studiati, questi organismi si erano rivelati una specie di sonde biologiche, capaci di raccogliere dati e di spedirli psichicamente al loro mittente. Non solo, gli organismi sembravano rispondere positivamente alle energie dei cristalli Khaidariani, il che era una prova certa del fatto che erano stati manipolati dagli Xel'Naga, proprio come i protoss nella loro infanzia. Ma non fu tanto questo a preoccupare i protoss, quanto i pensieri che riuscirono ad estrapolare da questi organismi. Essi erano molto semplici, non avevano propriamente un cervello. Tuttavia i loro collegamenti sinaptici conservavano alcune direttive primarie che potevano essere riassunte con parole come "trovare l'umanità", "imparare", "evolvere". Era abbastanza chiaro che queste sonde biologiche appartenevano ad una specie non certo amichevole. Erano programmate per raccogliere informazioni e spedirle al mittente tramite un canale psichico. Ciò poteva significare soltanto che presto un esercito di questi alieni biologici avrebbe attaccato l'umanità. Tuttavia, il fatto stesso che fossero stati potenziati dagli Xel'Naga, li rendeva una minaccia molto seria anche per i protoss. Nonostante l'esecutore attuale (capo dei templari), Tassadar, fosse dell'opinione che l'umanità, come tutte le altre specie presenti nell'impero dei protoss, fosse sotto la loro protezione e responsabilità secondo la legge del Dae'Uhl, il Conclave, stabilì che l'indegna specie umana era ormai stata compromessa e corrotta e ordinò all'esecutore di muovere la flotta nel settore Koprulu al fine di distruggerli, prima che potessero essere ulteriormente ammorbati dagli Zerg. In seguito, si sarebbero occupati di questi ultimi. Una volta arrivato nel settore Koprulu, Tassadar scoprì a malincuore che l'invasione zerg era già in atto su numerosi mondi umani. Il sistema Sara era ormai caduto nelle mani degli Zerg. Il pianeta Chau Sara, in particolare, era stato completamente assorbito, mentre il mondo gemello Mar Sara era prossimo a cadere. Tassadar non capiva perché i terrestri non avessero reagito all'invasione. Tuttavia, avendo appurato che ormai i terrestri sopravvissuti su Chau Sara erano al di là di ogni speranza, comandò alla flotta di emergere presso il pianeta e di sterilizzarlo dall'orbita con delle potenti scariche psioniche come ordinato dal Conclave. Fu questa la prima volta che l'Unica Mente vide i protoss. Il loro arrivo inaspettato, si era rivelata una gradita sorpresa per l'Unica Mente, la quale rimase meravigliata dalla grazia con cui questi incenerirono l'intero pianeta insieme a tutti i suoi servitori. Eccitata dall'aver finalmente trovato la sua preda, l'Unica Mente decise di rallentare l'assorbimento dei terrestri, e di studiare ulteriormente il suo nemico. L'invasione del settore Koprulu infatti, non aveva niente a che fare coi protoss, dei quali l'Unica Mente era ancora alla ricerca. L'unico interesse dell'Unica Mente era quello di assorbire le acerbe peculiarità psioniche degli umani nello sciame. Nonostante infatti i terrestri fossero ancora giovani sia tecnologicamente, sia biologicamente, l'unica Mente aveva scoperto in loro grandi potenzialità psioniche. La loro genetica, opportunamente sviluppata, avrebbe portato un sicuro giovamento allo sciame in vista della futura battaglia contro i protoss, garantendo agli zerg un certo grado di potenzialità psioniche con cui contrastare quelle avversarie.
In seguito alla distruzione di Chau Sara, i protoss fecero rotta per Mar Sara. Questa volta però il maggiore governo terrestre del settore, la Confederazione Terrestre, inviò una flotta comandata dal generale Edmund Duke ad intercettare i protoss. Tassadar, che non voleva la distruzione dell'umanità, si ritirò oltre i sensori dei terrestri, sperando che questa flotta reagisse finalmente all'invasione zerg in atto sul pianeta. Prontamente, Duke spacciò questa inaspettata ritirata avversaria come una cruciale vittoria confederata, e si sistemò nell'orbita del pianeta per perseguire la sua oscura agenda.
Con entrambi gli zerg e i protoss in fase di reciproco studio, il destino dei coloni del settore Koprulu era riposta nelle loro stesse mani.

### La Caduta della Confederazione e la nascita del nuovo Ordine
Era l'8 dicembre 2499 quando su Chau Sara una flotta aliena di 50 astronavi iniziò un massiccio attacco planetario che portò al totale annichilimento di ogni forma di vita sulla superficie del pianeta.
La classe dirigente confederata rimase traumatizzata e inetta a prendere decisioni, e tutte le colonie caddero nel panico.
Vedendo che i Protoss si stavano dirigendo verso Mar Sara, la Confederazione decise di attaccare la loro flotta.
I Protoss anche se nettamente superiori alle flotte terrestri, decisero di ritirarsi dal settore.
Ma le cose andarono di male in peggio e 4 giorni dopo, su Mar Sara, fu avvistata un'ulteriore razza aliena, che però era diversa dai Protoss. Essi erano di chiara origine insettoide, gli Zerg.

La campagna del videogioco inizia appunto il 12 dicembre 2499 e il giocatore impersona un magistrato coloniale che per ordine della Confederazione deve salvare la sua gente dalla minaccia aliena.
Qui si farà la conoscenza dello sceriffo coloniale Jim Raynor incaricato di proteggere ed evacuare i coloni dagli avamposti più remoti della colonia.
Dopo le prime operazioni belliche, però, si scopre che la Confederazione ha completamente abbandonato Mar Sara, mettendola in quarantena.
Così, con gli Zerg che dilagano per il pianeta, Raynor e il magistrato si uniranno ai Figli di Korhal, una milizia ribelle molto ben organizzata e capitanata da Arcturus Mengsk, ex agente confederato, deciso a far crollare la Confederazione dopo i crimini e il genocidio commessi su Korhal. Prima di evacuare definitivamente il pianeta, i figli di Korhal eseguono un raid in un centro di ricerca Confederato, dove vengono a conoscenza del fatto che la Confederazione era a conoscenza della minaccia Zerg da molto tempo, e che invece di combatterla aveva preferito sviluppare tecnologia per cercare di controllarla e di usarla come arma, usando degli emettitori psichici in grado di simulare l'attività neurale di un terrestre psionico, ma con potenza maggiore. Era stato scoperto infatti che gli alieni rispondevano positivamente all'attività psichica dei terrestri psichicamente dotati, e che da essa erano irresistibilmente attirati. Appena evacuato il pianeta, la flotta protoss riappare improvvisamente e ne incenerisce la superficie sterminando tutti gli zerg su di essa.
Approfittando dell'invasione Zerg, i Figli di Khoral si muovono sul pianeta Antiga Prime, liberando la colonia dal giogo dello squadrone Alpha della Confederazione con l'aiuto di Sarah Kerrigan, primo luogotenente di Mengsk. È qui che avviene il primo incontro tra Sarah e Raynor, tra i quali nasce subito del feeling, nonostante il carattere chiuso e instabile della ragazza dovuto alle ombre del suo passato (tutti i fantasmi vengono privati della memoria). Tuttavia i Confederati rispondono inviando anche lo squadrone Delta sul pianeta. Mengsk a questo punto decide di sfruttare gli Zerg per distruggere le forze confederate, nonostante le resistenze di Kerrigan e Raynor. I Figli di Korhal quindi posizionano un Emettitore Psi nella base confederata, e poi iniziano a ritirarsi. Come previsto, gli zerg invadono il sistema e si riversano sulle forze confederate facendole a pezzi. Prima di lasciare il sistema Antiga tuttavia, i figli di Korhal rispondono ad una chiamata di soccorso del generale confederato Edmund Duke, che è caduto in un'imboscata tesagli dagli Zerg. Messo davanti all'alternativa di essere lasciato in balia degli zerg, Duke tradisce la Confederazione, allineando quindi lo squadrone Alpha della Confederazione con i figli di Korhal. Subito dopo, come da copione, la flotta protoss emerge nel sistema e dall'orbita inizia a fare fuoco sulla superficie, incenerendo gli zerg e ogni forma di vita ancora presente sul pianeta.
I figli di Korhal ora sono pronti ad assaltare Tarsonis, il pianeta capitale della confederazione, nonché il mondo più popolato dell'intero settore. Per farlo lo squadrone Alpha assalta le piattaforme orbitali che lo difendono. È a questo punto che si viene a conoscenza del folle piano di Mengsk: usare l'emettitore psi per attirare gli zerg su Tarsonis, distruggendo sì il cuore della malvagia Confederazione, ma mandando contemporaneamente al massacro miliardi di civili innocenti. Inaspettatamente i Protoss ricompaiono nel settore e decidono di intervenire, questa volta chirurgicamente, scendendo in campo con le loro truppe di terra per distruggere l'alveare zerg situato sulla piattaforma orbitale di New Gettisburg prima che da questa i feroci alieni si riversino su Tarsonis massacrandone la popolazione. Siccome le forze combinate di confederazione e protoss avrebbero ottime possibilità di respingere l'invasione zerg, tocca a Sarah Kerrigan l'ingrato compito di difendere gli zerg dai protoss, nonostante un Raynor imbufalito cerchi di riportare alla ragione Mengsk e soprattutto Kerrigan (quest'ultima mossa da un malriposto senso di lealtà verso Mengsk). Kerrigan riesce nel suo intento, ma subito dopo, gli zerg si riversano a milioni sulle sue forze, costringendola a chiedere un'evacuazione immediata. Spietatamente però Mengsk ordina ai figli di Korhal di spostare la flotta verso altri obiettivi confederati su Tarsonis, lasciando Kerrigan e le sue truppe al loro triste destino. Raynor, inferocito, con la guida dell'ex magistrato di Mar Sara occupa l'Hyperion, la nave ammiraglia di Mengsk, e insieme ad alcuni dissidenti lascia i Figli di Korhal i quali subito iniziano a dargli la caccia. Raynor si rende conto troppo tardi di essersi innamorato di Kerrigan, ed avendola ormai persa per sempre decide di votare la sua vita a combattere Mengsk. Tuttavia il danno ormai è fatto: dopo che gli zerg hanno sterminato tutti gli abitanti di Tarsonis annientando il cuore della Confederazione, Mengsk è diventato il più potente leader tra i terrestri, e su Korhal si auto incorona imperatore del Dominio Terrestre, ponendosi agli occhi dei suoi concittadini come un dittatore benevolo: l'unica speranza di salvezza davanti all'orrore degli zerg e la inarrestabile potenza dei protoss, ora che la Confederazione è stata distrutta dallo sciame su Tarsonis. Così tutti i mondi che precedentemente facevano parte della Confederazione, ritrovatisi improvvisamente senza protezione nel bel mezzo di una doppia invasione aliena, si annettono volontariamente al neonato Dominio. A Raynor invece viene cucita addosso la fama di spietato terrorista, nemico dell'umanità non meno di zerg e protoss.

### Gli Zerg e la conquista di Aiur
Nel secondo episodio della campagna il giocatore veste i panni di uno speciale Cerebrato. I Cerebrati sono i primi luogotenenti dell'Unica Mente, le uniche entità zerg davvero senzienti, anche se geneticamente incapaci di disobbedire all'Unica Mente. Mentre però in genere i cerebrati nascono già con la conoscenza e si occupano di una vasta porzione dello sciame, il cerebrato/giocatore imparerà con l'esperienza dai suoi errori, e inoltre gli sarà affidato un singolo compito per volta (questo espediente "narrativo" giustifica l'improbabile impersonificazione del giocatore di un cerebrato, ed è ampiamente giustificato dall'intenzione dell'Unica Mente di inglobare nello sciame le peculiarità dell'umanità). Per portarlo a termine si avvarrà del supporto e dell'esperienza degli altri cerebrati. Il primo compito affidatogli è quello di prendersi cura di una crisalide che contiene la nuova creatura dell'unica mente, e che diventerà l'orgoglio dello sciame. La crisalide si trova su Tarsonis. Il cerebrato la difenderà con successo dalle incursioni dei sopravvissuti umani, dopodiché forzerà il blocco orbitale dei protoss e si lancerà con la crisalide nell'iperspazio raggiungendo Char, un pianeta vulcanico divenuto la fortezza degli zerg nel settore Koprulu.
Qui, le emanazioni psichiche della crisalide attirano numerosi terrestri. Nonostante l'assalto dello squadrone Alpha prima, e dei Randagi di Raynor poi, la crisalide si schiude rivelando il suo ospite. Si tratta niente di meno di Sarah Kerrigan, la quale è rinata come il nuovo campione dell'Unica Mente e che ora è una creatura zerg dalle sembianze umane e che si fa chiamare la Regina delle Lame. Guidati da Kerrigan gli zerg sbaragliano velocemente i randagi di Raynor, il quale viene fatto prigioniero. Raynor, sconvolto, chiede a Kerrigan cosa ne sarà dei suoi uomini. Con un ultimo atto di umanità, Kerrigan decide di lasciar fuggire Raynor, intimandogli di dimenticarla e di non mettersi mai più sulla strada degli zerg. Essendo a corto di alternative, Raynor obbedisce.
Tassadar intanto, alto templare Protoss che aveva l'ordine di estirpare gli Zerg dai mondi terrestri anche a scapito di sterminare questi ultimi, scopre che i Templari Oscuri, una stirpe eretica religiosa esiliata dalla società Protoss, sono anch'essi arrivati su Char per combattere gli zerg. Non solo, i templari oscuri, manipolando le energie psioniche vuoto sono in grado di distruggere definitivamente i cerebrati, i quali altrimenti sono in grado di reincarnarsi se uccisi da attacchi fisici o psionici convenzionali. Così si allea con loro ed inizia una furiosa battaglia con Kerrigan, con però il solo scopo di distoglierla dal loro vero obiettivo. Zeratul, un grande guerriero e prelato dei templari oscuri, si introduce nell'alveare del cerebrato Zasz, uccidendolo. È panico nello sciame, poiché questa è la prima volta che un cerebrato viene colpito con un attacco al di là della possibilità di reincarnazione. La stessa Unica Mente cade in un profondo silenzio, lasciando Kerrigan e i cerebrati da soli a gestire la crisi. Per prima cosa viene massacrata la genia (o covata o nidiata) di Zasz. Questa infatti, ritrovatasi senza guida, aveva preso ad attaccare con isterica confusione le covate degli altri cerebrati. Successivamente, i Cerebrati accerchiano i templari oscuri, e quindi iniziano a massacrarli. Infine finalmente l'Unica Mente si risveglia. Benché provata dalla ferita infertole da Zeratul, essa è pronta per portare la guerra allo stadio successivo. L'Unica Mente infatti rivela ai suoi Cerebrati che mentre Zeratul infliggeva il colpo di grazia a Zasz, egli stabiliva un legame psichico reciproco con l'Unica Mente. In quel momento, i loro pensieri si erano fusi, permettendo all'Unica Mente di scoprire la segreta ubicazione di Aiur, il pianeta natale dei protoss.
Così mentre Kerrigan resta su Char per dare la caccia ai templari Oscuri sopravvissuti (unica reale minaccia per gli Zerg), lo Sciame si getta nell'iperspazio, giungendo in breve su Aiur e portando morte e distruzione ovunque. Dopo violentissime battaglie, i protoss senza il grosso della flotta (ancora impegnata nel settore Koprulu) perdono il controllo del loro pianeta. L'unica mente riesce quindi ad impossessarsi di un cristallo Khaidariano e dopo aver distrutto un sacro tempio degli Xel Naga, posiziona il cristallo sulle sue rovine. Usando le potenti energie psioniche insite nel luogo, l'Unica Mente è infine in grado di manifestarsi fisicamente. Questo gigantesco essere, una sorta di massivo cervello, erge i suoi tentacoli suoi cieli di Aiur, radicandosi nel contempo nella superficie del pianeta ed iniziando a diventare un tutt'uno con questa. A questo punto è solo questione di tempo prima che l'unica mente riesca ad assorbire l'essenza dei protoss nello sciame Zerg, diventando di fatto l'entità più potente mai esistita nell'universo.

### Il sacrificio di Tassadar
L'ultimo episodio della campagna è dedicato ai protoss. Il giocatore viene informato da Aldaris, un leader della casta dei giudici, di essere appena stato nominato Esecutore (comandante supremo dei templari) rimpiazzando di fatto Tassadar, il quale aveva colpevolmente contravvenuto agli ordini del Conclave rendendosi responsabile della tragedia su Aiur (notare che, successivamente, il ruolo dell'Esecutore nella storiografia viene tolto al giocatore ed accreditato invece ad Artanis, personaggio introdotto con Starcraft: BroodWar. Una conseguenza del "cambio di politica" della Blizzard nello story telling, dal momento che da Warcraft III in poi il giocatore non è più un personaggio che vive nel gioco, ma un semplice regista delle gesta dell'eroe di turno).
La situazione è drammatica, la flotta protoss è ancora impegnata su Char al seguito di Tassadar e gli zerg hanno già conquistato gran parte della superficie del pianeta. Ma i protoss non sono intenzionati ad arrendersi così facilmente e, come Esecutore, il giocatore è incaricato di comandare la controffensiva. Il primo passo consiste nel rinforzare un avamposto sotto assedio, Antioch. Appena arrivati, Fenix, pretore dei templari, fa gli onori di casa spiegando velocemente la situazione tattica. Con Fenix a guidare l'assalto in prima linea e l'esecutore a comandare i templari, l'avanzata zerg sul continente viene facilmente arrestata ottenendo la prima seppur piccola vittoria dei protoss. È a questo punto, mentre Fenix, Aldaris e l'Esecutore pianificano la loro nuova mossa che Tassadar si mette in comunicazione da Char. Subito Aldaris si scaglia contro il traditore rinfacciandogli le sue azioni, ma Tassadar non è tipo da farsi mettere i piedi in testa e lo zittisce. A Tassadar preme riportare importanti informazioni. La prima è che su Char si è ricongiunto con i loro fratelli perduti, i templari oscuri. La seconda è invece è un'informazione tattica: sono i cerebrati il punto debole degli zerg, per fermare lo sciame è necessario liberarsi di loro, in quanto un mero scontro frontale non è in grado di danneggiare realmente lo sciame (per l'Unica Mente le singole creature zerg sono del tutto sacrificabili e facilmente rimpiazzabili). Aldaris non è convinto della strategia, non si fida di Tassadar e soprattutto è ulteriormente alterato dal realizzare il rapporto di Tassadar coi templari oscuri (considerati degli eretici). Tuttavia grazie all'intercessione di Fenix, che come l'Esecutore ha una lunga storia di battaglie alle spalle combattute assieme a Tassadar, si decide di improvvisare una sortita contro un cerebrato particolarmente esposto. L'Esecutore assalterà le forze zerg frontalmente, tenendole impegnate. Nel frattempo Fenix condurrà una piccola ma potente forza d'assalto alle spalle dei nemici in modo da colpirli sul loro lato scoperto. Il piano è un successo e la covata scende nel caos, ma al ritorno ad Antioch una triste notizia li attende. Il cerebrato che è appena stato ucciso è stato prontamente reincarnato dall'Unica Mente, e ha ricominciato immediatamente a dirigere la sua covata contro i protoss. La posizione di Tassadar, ormai, appare indifendibile, perciò il potere decisionale ritorna saldamente al Conclave. È chiaro che i protoss prevarranno solo affrontando frontalmente gli zerg in uno scontro frontale, dove possono mostrare il loro valore. Il Conclave delibera quindi che l'Esecutore guidi i templari nella regione di Scion al fine di sterminare tutti gli zerg ivi presenti. Fenix rimarrà invece a proteggere Antioch con un piccolo distaccamento. I templari non incontrano troppi problemi a Scion, ma all'improvviso l'Esecutore riceve una chiamata di soccorso da Antioch: approfittando dell'assenza del grosso delle forze, gli zerg hanno attaccato. All'arrivo dell'Esecutore, la battaglia è già finita. Gli zerg sono stati respinti ma a quale prezzo: Fenix è perito eroicamente in battaglia (si scoprirà poi che è rimasto vittima di un malfunzionamento alle sue lame psioniche durante uno scontro con delle Idralische). Verrà poi fatto rivivere nel corpo di un Dragone Protoss.
Nonostante la pesante perdita e l'ennesima dimostrazione di quanto insidiose e ragionate siano le tattiche zerg, il Conclave si sente sicuro delle ultime vittorie sul campo, perciò convinto di stare vincendo la guerra sposta la sua attenzione su questioni prettamente politiche. All'Esecutore viene ordinato di condurre una piccola flotta su Char, al fine di arrestare Tassadar e condurlo a giudizio. Dal momento che i templari hanno già tradito una volta il Conclave, questa volta Aldaris accompagnerà l'Esecutore in modo da controllarlo. I protoss dispiegano un piccolo distaccamento delle loro forze su Char Aleph, una piattaforma orbitale terrestre su Char. Dopo numerose insidie ed imboscate da parte degli zerg le forze dell'Esecutore raggiungono finalmente l'accampamento di Tassadar il quale è sconvolto dallo scoprire che il Conclave ha spedito l'Esecutore anni luce da Aiur nel bel mezzo dell'invasione zerg. Aldaris non è della stessa opinione e si affretta ad elencare a Tassadar i crimini per cui sta per essere preso in custodia. A prendere le difese di Tassadar troviamo una vecchia conoscenza, Jim Raynor, il quale ha unito le sue forze a quelle di Tassadar allo scopo di sfuggire all'ira di Kerrigan. La presenza di un umano nelle sue file non fa altro che peggiorare la reputazione di Tassadar presso il Conclave. All'Esecutore è ordinato di arrestare Tassadar con la forza se necessario. Ma l'Esecutore non è dello stesso avviso, e come Tassadar fece precedentemente, contravviene agli ordini, evacua i superstiti e rispedisce Aldaris su Aiur. A questo punto Tassadar spiega il suo piano: ritrovare, salvare e portare su Aiur Zeratul, il prelato dei templari Oscuri. Solo i suoi poteri infatti sono in grado di sconfiggere gli zerg. La debole traccia psionica dei Templari oscuri viene rintracciata in una base del Dominio infestata dagli zerg sulla superficie del pianeta. L'Esecutore deve quindi sbaragliare una piccola flotta del Dominio ed assediare l'alveare zerg posto a protezione dell'installazione umana infestata il tempo necessario per lasciare che Tassadar e una piccola scorta si infiltrino in essa. Una volta al suo interno Tassadar e la sua scorta devono affrontare ogni genere di orrori, ma infine riescono a recuperare Zeratul, il quale ringrazia e, onorato, accetta di mettersi al servizio della spedizione dell'Esecutore.
La flotta quindi ritorna finalmente su Aiur, decisa a sconfiggere l'Unica Mente.
All'arrivo, Fenix provvede con una trasmissione a fare un aggiornamento della situazione. La campagna contro gli zerg non ha fatto ulteriori progressi e il Conclave ha esautorato la leadership dei templari prendendone il comando. Tassadar e l'Esecutore sono stati nominati nemici pubblici, mentre un mandato di cattura è stato emanato anche nei confronti di Zeratul e dei suoi compagni. Tassadar è piacevolmente sorpreso dal ritrovare il vecchio compagno di battaglia, in quanto le voci che aveva sentito lo avevano dato per morto. Fenix per nulla abbattuto si appresta a spiegare che dopo la sua sfortunata sconfitta il suo corpo è stato recuperato e posto all'interno di un dragone al fine di continuare a servire Aiur anche nella morte. La prima battaglia quindi è già stata decisa per loro: non si tratterà degli zerg ma dei loro fratelli stessi. L'esecutore dovrà evacuare Tassadar e Zeratul all'interno della base di Fenix e poi annientare le forze templari sotto il controllo del Conclave. L'Esecutore quindi ingaggia una battaglia particolarmente difficile a sanguinosa, e senza esclusione di colpi. Sul campo di battaglia appaiono anche arconti e portastormo. È nel culmine della battaglia che Tassadar decide di porre termine alla follia. A patto che gli scontri cessino e che il Conclave ritorni a combattere gli Zerg, egli si consegna volontariamente ad Aldaris, il quale lo trasporta all'interno di una camera di stasi (dove i suoi poteri psionici sono inibiti) in attesa dell'esecuzione. Dal momento che i templari oscuri sono scomparsi, l'Esecutore e Fenix si ritrovano da soli a dover elaborare un piano per salvare Tassadar. Fenix inizia a porsi dei dubbi sulla lealtà di Zeratul, ma si ritrova sulla stessa linea d'onda di Jim Raynor quando questi, deciso a ripagare il debito con Tassadar (il quale lo aveva salvato da Kerrigan) scende in campo con la sua nave, l'Hyperion. È l'inizio di una grande amicizia. Il Conclave è una delle postazioni più fortificate di Aiur, ma le forze dell'Esecutore non si fanno impressionare. Dopo un lungo assedio raggiungono finalmente la camera di stasi, liberando Tassadar. A questo punto tuttavia si scopre che Aldaris aveva previsto tutto. Egli infatti appare all'improvviso con una vasta armata intimando la resa a tutti i rivoltosi. Sembra che il Conclave abbia vinto, ma dalle ombre alle spalle di Aldaris emergono improvvisamente Zeratul e i suoi Templari, che li tengono sotto scacco. Dopo un reciproco scambio di accuse, Zeratul attribuisce la sconfitta contro gli zerg alla miopia del Conclave. Tassadar e i suoi compagni vengono quindi lasciati liberi.
Avendo finalmente sconfitto il Conclave, la spedizione è finalmente libera di concentrarsi sulla vera minaccia: lo sciame e l'Unica Mente. Zeratul decide quindi di rivelare ciò che sa sull'Unica Mente ai suoi compagni, raccontando di come, durante l'assassinio del cerebrato Zasz su Char le loro menti si fossero fuse. L'Unica Mente è davvero una creazione degli Xel Naga, come i protoss avevano temuto fin dall'inizio. Non solo, come nel loro peggiore incubo, Zeratul ha chiaramente visto che le intenzioni dell'essere sono di assorbire il potenziale psionico dei protoss, e una volta incorporatolo nello sciame, di partire alla conquista dell'intero universo eliminandone ogni forma di vita. I protoss quindi non combattono solo nel nome della loro sopravvivenza, ma per tutta la vita presente dell'universo. Prima di assaltare direttamente l'Unica Mente però, è necessario indebolirne le difese. La spedizione si stabilisce nei pressi delle covate di Grendel e Baelrog. Le forze dell'Esecutore daranno battaglia frontale allo sciame, mentre Zeratul si infiltrerà negli alveari al fine di assassinarne i due cerebrati. Un piano audace che alla fine ha successo. Con le due proli in rivolta, la strada verso l'Unica Mente è finalmente aperta. L'assalto avverrà su due fronti: da nord Tassadar a bordo della portastormo Gantritor guiderà l'assalto delle forze protoss rimaste. Da sud invece ci sarà l'avanzata dei Randagi di Raynor che scendono in campo a pieni ranghi. Infine arriva anche la rancorosa benedizione del Conclave, la quale davanti all'innegabile sterminio dei due cerebrati, non può fare altro che ammettere di trovarsi dalla parte del torto. Nonostante l'indebolimento dello sciame e l'ingaggio del nemico su due fronti da parte di protoss e umani, la battaglia è lungi dall'essere vinta. L'Unica Mente è protetta da un ingente numero di zerg e i vari attacchi, anche quando hanno successo, non sono mai definitivi. L'Unica Mente infatti viene sì danneggiata fisicamente, ma dopo la caduta del guscio esterno appare evidente che i danni infertile sono solo meramente superficiali. L'essere ormai è profondamente radicato nel pianeta, rendendo pressoché impossibile infliggere il "colpo mortale". È a questo punto che Tassadar prende la sua eroica decisione. Come alto templare ha piena padronanza dei poteri del Khala, mentre come allievo di Zeratul ha guadagnato sufficiente padronanza dei poteri del vuoto per poterli maneggiare con disinvoltura. Mentre l'Esecutore gli fornirà la necessaria copertura Tassadar, usando il corpo della Ganthritor come un gigantesco accumulatore, intende dar vita a una possente attacco psionico composto da entrambe le energie del Khala e del vuoto col fine ultimo di liberarle a piena potenza contro l'Unica Mente. L'attacco è efficace e la combinazione di entrambe le energie dei protoss dà origine un varco dimensionale che risucchia inesorabilmente l'Unica Mente, sradicandola dal terreno. Come Adun prima di lui, anche Tassadar si consuma bruciando come il nucleo di una stella (destino che attende tutti i protoss, qualora utilizzino contemporaneamente entrambe le polarità dell'energia psionica).
È finalmente arrivata la fine dell'Unica Mente, ma la battaglia per Aiur è tutto fuorché vinta. Oramai privi di controllo, gli zerg si lanciano selvaggiamente in tutte le direzioni sul pianeta, rendendo evidente ai protoss che il loro mondo natale è ormai perso.
Contemporaneamente ad anni luce da Aiur, sul remoto pianeta Char, Kerrigan, la famigerata Regina delle lame, realizza improvvisamente che il tempo della sua ascesa è finalmente giunto (la campagna finisce così in giugno del 2500).

### La riunificazione dei Protoss su Shakuras
Gli eventi da qui in poi vengono narrati nell'espansione Brood War, che -nella cronologia del gioco- inizia circa un mese dopo, ovvero nel luglio del 2500. La Guerra delle Covate (ovvero BroodWar) ha inizio immediatamente dopo la morte dell'Unica Mente. Aiur è in rovina e gli zerg impazziti danno la caccia a tutti i protoss superstiti. La flotta è stata annientata perciò i cieli sono completamente in mano agli zerg. Il 70% della popolazione è stata uccisa e, tra questi, vi è anche il Conclave. Il comando quindi viene preso dagli eroi superstiti: il giudice Aldaris, il pretore Fenix, il prelato Zeratul e il loro compagno terrestre, il comandante Jim Raynor. Per prima cosa viene nominato un nuovo Pretore, Artanis (notare che nella linea temporale ufficiale -sistemata anni dopo il rilascio del game-, Artanis prenderà il posto del giocatore nel ruolo di Esecutore, sia negli eventi di Starcraft che in quelli di Brood War). Zeratul, convinti i compagni che il pianeta è ormai perduto, propone di evacuare i superstiti sul mondo adottivo dei Templari Oscuri, Shakuras. Una volta vinta la diffidenza di Aldaris, conscio ormai degli ingiusti crimini perpetuati dai giudici contro i Templari Oscuri, e incerto sulla possibilità di essere fraternamente accolti da questi ultimi, i nostri si mettono finalmente in azione. Essendo la flotta andata persa, per evacuare è necessario prendere possesso di un antico portale warp, lasciato degli Xel Naga. Quello è l'unico portale in grado di mettere in salvo tutti i profughi. Sotto la guida dell'Esecutore, Zeratul insieme a un gruppo di Khalai riesce ad aprirsi la strada fino al portale warp e a metterlo in azione. Le potenti emanazioni psioniche tuttavia eccitano gli zerg, che iniziano ad attaccare selvaggiamente. Per evitare quindi che il portale cada nelle mani dei nemici, Raynor e Fenix restano su Aiur permettendo così l'evacuazione. Appena arrivati su Shakuras, i Khalai guidati da Artanis fondano un avamposto nei pressi del portale: Nuova Antiochia. Dapprima non entrano in contatto con nessuno dei templari oscuri. Questi infatti sembrano popolare solo alcune zone del pianeta (Shakuras è infatti un pianeta desertico perennemente avvolto nell'ombra). Tuttavia entrano immediatamente in contatto con gli zerg, i quali si lanciano sull'avamposto appena eretto. Fortunatamente, l'arrivo dei templari oscuri scongiura il pericolo. Ma gli zerg hanno preso il controllo del portale su Aiur e si sono stabiliti nei pressi del portale su Shakuras. I Khalai insieme ai Templari Oscuri lanciano quindi un'offensiva dapprima per prendere possesso del portale, poi per distruggere gli alveari che lo circondano. Durante la battaglia un messaggio di Fenix e Raynor informa i guerrieri che sono riusciti a riprendere il controllo del portale su Aiur ma non potendo garantire di poterlo mantenere, si apprestano a disabilitarlo. In questo modo per loro non vi sarà né via di fuga, né possibilità di ricevere rinforzi.
Dopo la vittoria i nostri eroi vengono convocati ad una riunione con Raszagal, matriarca (leader) dei templari oscuri. Questa, informa i nuovi arrivati che dal momento in cui il Conclave è stato sterminato, i Templari Oscuri non hanno più nessuna "vendetta" in corso coi Khalai, e perciò sono tutti i benvenuti sul pianeta. Ma questo non significa che siano in salvo. Gli zerg non hanno perso tempo per spargersi sul pianeta e presto anche Shakuras potrebbe cadere. L'unica speranza risiede in un antico tempio degli Xel Naga su Shakuras, il quale può accumulare entrambe le energie del Khala e dell'Ombra e scatenarle contro lo sciame. Anche se per farlo è necessario acquisire i due cristalli perduti: L'Uraj e il Khalis. Innanzitutto, si decide di procedere con la liberazione del tempio. L'esecutore dirige un'offensiva contro due cerebrati che si sono stabiliti presso il tempio. Durante la battaglia appare chiaro che il caos in cui gli zerg erano caduti alla morte dell'Unica Mente è sparito, e che essi agiscono di nuovo guidati da una mente senziente. Alla fine i cerebrati vengono uccisi e il tempio liberato. Ma in quel momento fa la sua comparsa un ospite inaspettato: Kerrigan la Regina delle Lame chiede umilmente udienza presso il consiglio dei Protoss. Nonostante le rimostranze di Aldaris, Raszagal decide di concedergliela. Una volta arrivati alla cittadella, Kerrigan racconta la sua storia. Dopo la morte dell'Unica Mente è tornata in possesso della sua volontà. Tuttavia, una nuova Unica Mente sta lentamente crescendo su Char. È stato Daggoth a ordinarne la formazione, attraverso la fusione di numerosi cerebrati. Per ora essa è ancora allo stadio larvale, ma quando sarà matura essa prenderà possesso di tutto lo sciame e Kerrigan perderà di nuovo la sua libertà. Aldaris, che non crede a una parola, lascia il consiglio adirato. Zeratul d'altro canto, non è molto interessato alla nuova Unica Mente. Per salvare Shakuras è sufficiente recuperare i due cristalli (in qualche modo, sembra rassegnarsi alla perdita di Aiur). Kerrigan si offre di aiutare i protoss nella loro ricerca. Artanis, Zeratul, Kerrigan e l'Esecutore partono alla ricerca dei cristalli.
L'Uraj viene localizzato sul mondo glaciale di Braxis, ora occupato dal Dominio di Mengsk. Però la matrice warp rimane danneggiata durante lo sbarco, rendendo impossibile il dispiegamento di unità aeree. Ciononostante le truppe protoss coadiuvate direttamente da Kerrigan schierata in prima linea iniziano ad avanzare verso il cristallo. Zeratul spiega che il pianeta era in antichità una fiorente colonia protoss di nome Khyrador, ma che rimase abbandonata durante l'eone del caos. I terrestri hanno colonizzato il pianeta solo di recente. Una volta recuperato il cristallo, i nostri eroi si apprestano a lasciare il pianeta, quando ricevono una trasmissione da parte di una flotta terrestre sconosciuta che durante la battaglia ha completamente messo in quarantena il pianeta. Il gruppo si identifica come la Flotta di Spedizione del Direttorato della Terra Unita e intima ai protoss la resa incondizionata. Zeratul, è sorpreso di sentire il nome Terra. Egli riferisce di averne sentito parlare da Raynor: si tratta nientemeno che il mondo natale dei terrestri, la cui locazione è perduta da tempo. Quindi, lapidario, conclude come questi terrestri abbiano viaggiato a lungo per portare guerra ai protoss. Il blocco del pianeta, avviene principalmente grazie a numerose piattaforme spaziali armate di torrette missilistiche. Artanis guida una piccola forza d'infiltrazione attraverso le piattaforme disabilitandone i generatori. I protoss possono così lasciare indenni Braxis e dirigersi su Char, dove, nei pressi della nascente Unica Mente giace il Khalis (i poteri del Khalis vengono usati dai cerebrati per catalizzare la loro fusione). Kerrigan propone di approfittare della debolezza dell'unica mente per recuperare velocemente il Khalis, mentre Zeratul, constatato quanto fortificata sia la posizione del cristallo, teorizza come una volta inflitte abbastanza ferite alla nascente creatura lo sciame possa essere reso inerme il tempo sufficiente per recuperare il cristallo. Per aiutare i protoss nell'impresa, Kerrigan usa i suoi poteri psionici per prendere il controllo di un alveare staccato dagli altri. Quindi, le forze combinate di zerg e protoss recuperano il cristallo sotto la guida dell'Esecutore e fanno rotta per Shakuras.
Qui, un'amara sorpresa li attende. Aldaris, ha radunato i suoi sostenitori guidandoli in un'aperta rivolta contro Raszagal. I nostri eroi non riescono a capacitarsi di come questo sia potuto accadere, ma, davanti all'innegabilità dei fatti, sono costretti a scendere in armi contro i loro stessi fratelli. La battaglia si preannuncia oltremodo difficile. Aldaris può contare sul supporto di Alti Templari e addirittura di arconti. In tutta risposta, Raszagal autorizza i Templari Oscuri ad evocare gli Arconti Oscuri, che come le loro controparti khalai sono potenti emanazioni psioniche avvolte però da fiamme del colore del sangue. Zeratul, rimane sorpreso dalla furia della sua matriarca, in quanto era abituato a vederla come un animo gentile. Tuttavia, riconoscendo che non ci sono alternative, decide di non indagare oltre. La battaglia è particolarmente cruenta, ma alla fine è Aldaris ad avere la peggio. Messo alle strette dalle forze dell'Esecutore viene raggiunto da Zeratul il quale gli intima la resa, ponendo quindi termine alla "sua follia". In tutta risposta Aldaris risponde di non essere lui il folle, bensì Zeratul e i suoi compagni. Durante la loro assenza ha infatti scoperto qualcosa riguardo alla matriarca. Non fa tuttavia in tempo a riferirlo, poiché Kerrigan appare repentinamente insieme ad una piccola scorta di nascosti ed assassina il giudice. Zeratul è furibondo per questo gesto, l'alleanza con Kerrigan viene immediatamente rotta ed egli stessa viene bandita da Shakuras. Ma per Kerrigan questo non è affatto un problema: infatti è già riuscita con successo ad usare i protoss per indebolire i suoi nemici all'interno dello sciame.
A questo punto i protoss riunificati si preparano a combattere la battaglia finale. L'esecutore deve scortare Zeratul ed Artanis, rispettivamente con l'Uraj ed il Khalis, presso il tempio degli Xel Naga, facendosi strada tra massicce orde di zerg. Una volta dentro il tempio, essi iniziano ad incanalarne le energie psioniche. In tutta risposta, gli zerg attaccano con veemenza, cercando in tutti i modi di riconquistarlo o distruggerlo. Tuttavia le forze dell'Esecutore riescono a difendere il tempio abbastanza a lungo da permetterne il completo caricamento. I difensori perciò si rifugiano immediatamente nel tempio, subito prima che questo venga attivato.
L'esplosione che ne risulta è talmente potente da sconvolgere il terreno nelle immediate vicinanze del tempio, mentre l'onda d'urto investe l'intera superficie del pianeta, vaporizzando di fatto ogni zerg presente su Shakuras e disinfestandolo quindi con successo. Come effetto addizionale, su Shakuras avviene un'alba, fenomeno piuttosto raro per un pianeta solitamente avvolto nell'ombra.

### La stretta del DTU
Il capitolo dedicato ai terrestri in Brood War vedrà il giocatore vestire i panni di un capitano del DTU (Direttorato della Terra Unita). Si scopre infatti che la Terra non ha mai perso i contatti con i coloni, e che li ha sempre segretamente spiati. Tuttavia, a causa della loro immensa lontananza, i coloni non hanno mai rappresentato un concreto interesse per i governi del Sistema Solare e di fatto sono stati abbandonati a sé stessi. Questo fino alla comparsa di Zerg e Protoss. Similmente a quanto avvenuto nel settore Koprulu, la rivelazione dell'esistenza di razze aliene ostili ha provocato il panico generale. Tuttavia, a differenza di quest'ultimo, nel sistema solare questa fobia ha portato alla fusione di tutti i governi presenti (principalmente tutte le nazioni che si erano mantenute indipendenti sulla Terra), che si sono volontariamente fatti annettere alla LPU (in quanto unica vera superpotenza). Il Direttorato della Terra Unita ha quindi avuto origine, con capitale la Terra, colonie su quasi tutti i pianeti e satelliti del Sistema Solare e dei sistemi di Alpha Centauri, Beta Centauri e Tau Ceti. Il suo principale obiettivo in agenda è quello di prendere il controllo del settore Koprulu nel nome dell'umanità intera. Benché non si sappia moltissimo del Direttorato, pare che il sistema di governo sia una dittatura che pone al centro della sua ideologia il concetto/valore di "uomo", elevato praticamente allo stato di "divinità". Nel DTU ogni persona possegga una religione, una mutazione, una modifica cibernetica o un'altra ideologia rivale viene considerata "impura" e dunque eliminata). La tecnologia e le risorse umane e militari del Direttorato sono nettamente superiori a quelle dei governi coloniali, tuttavia la flotta di spedizione non si avvarrà della piena tecnologia della Terra (come i "laser tachionici") poiché a causa della distanza risulterebbe impossibile ottenere rifornimenti e supporto per tale componentistica. La flotta quindi opererà principalmente usando le risorse recuperate nel settore Koprulu (sottraendole al Dominio quindi). Questo spiega sia perché i mezzi militari impiegati siano gli stessi dei coloni (con alcuni miglioramenti), sia le varie missioni di "requisizione" ai danni del Dominio.
La campagna inizia a bordo dell'Alexander, nave ammiraglia della Flotta di Spedizione del DTU con l'ufficiale medico che aggiorna il capitano, appena svegliatosi dal sonno criogenico come gran parte dei suoi commilitoni, sugli ultimi eventi. La flotta, guidata dall'ammiraglio Gerard DuGalle e dal suo secondo, il vice-ammiraglio Alexei Stukov, ha preso posizione attorno al Pianeta Braxis. Subito dopo viene trasmesso il discorso di Du Galle alla flotta: il loro obiettivo è semplice, per la salvezza dell'umanità devono prima prendere possesso delle colonie, poi ridurre all'obbedienza l'Unica Mente ed infine pacificare i protoss lanciandogli contro lo sciame. A questo punto è Stukov ad affidare al capitano la sua prima missione. Mentre la flotta blocca le comunicazioni il capitano scenderà con il suo reggimento sulla superficie di Braxis e ne occuperà la capitale, Boralis. Nelle installazioni militari della città infatti sono presenti importanti informazioni tattiche sulle forze militari del Dominio che permetteranno al DTU di pianificare le mosse successive.
La posizione di sbarco è infelice, poiché non presenta nessuna disponibilità di gas. L'avanzata perciò procede con mere forze di fanteria e consta numerose perdite. Tuttavia, presto i nuovi arrivati entrano in contatto con un piccolo gruppo antagonista guidato da un certo tenente Samir Duran. Egli rivela di guidare un gruppo di lealisti confederati, ma non avendo nessuna possibilità di vittoria contro il Dominio si offre di mettersi a disposizione del Direttorato. È Stukov a negoziare la "diserzione", per nulla convinto di fare un affare. Ma Duran sa essere persuasivo: oltre a un geyser di vespene sotto il suo controllo, possiede un'accurata mappa della regione con un percorso alternativo per la città che consentirebbe di evitare gran parte delle fortificazioni avversarie. Per Stukov è sufficiente, e le forze di Duran vengono arruolate come "coscritti", mentre Duran prende servizio come tenente. Boralis quindi cade facilmente sotto la superiore potenza militare del DTU. Il secondo passo contro il Dominio è piuttosto audace. Basandosi sulle informazioni raccolte a Boralis, il DTU individua nello spazioporto di Dylaris, il principale bacino di rifornimento della flotta di incrociatori del Dominio. Occupare lo spazioporto non solo significa tagliare i rifornimenti a gran parte della flotta del dominio, ma anche la possibilità di mettere le mani su un gran numero di incrociatori che vi sono ancorati. Duran, tuttavia mette in guardia Du Galle e il capitano riguardo a una sicura rappresaglia del Dominio, il quale è in grado di mandare rinforzi allo spazioporto in pochi minuti. Du Galle non prova simpatia per Duran, in quanto lo considera un traditore, ma Stukov prende le sue difese: le sue informazioni saranno molto utili per il successo della missione. Il capitano guida quindi una piccola forza all'interno del porto, catturando sistematicamente ogni incrociatore e, sapendo dell'arrivo dei rinforzi nemici, schiera la flotta di incrociatori in modo da tendere una trappola ai rinforzi. Il generale Edmond Duke in persona, convinto di trovarsi di fronte all'ennesima fazione ribelle, intima la resa ai nemici. Ancora una volta è Stukov a fare le presentazioni. Duke è incredulo nel venire a conoscenza che i suoi nemici vengono direttamente dalla Terra, ma non intende farsi indietro. La flotta del Dominio viene quindi distrutta, lo spazioporto demolito e le navi in esso presenti inglobate nella flotta del DTU.
Frattanto, un team di scouts del Direttorato scopre un Disgregatore Psi sulla superficie di Tarsonis, ormai in mano agli zerg. Duran rivela che il congegno fu sviluppato dalla Confederazione ai fini di usare lo sciame come arma. Il suo scopo era di rendere impossibili le comunicazioni tra gli zerg. Siccome l'obiettivo del DTU è quello di ridurre in schiavitù l'Unica Mente, Duran sostiene che il dispositivo rappresenta una minaccia per la spedizione e suggerisce di distruggerlo. Stukov ha delle obiezioni ma Du Galle ha già deciso per la sua distruzione. Duran scende su Tarsonis sotto gli ordini del capitano. Su suggerimento di Duran, le armate del DTU puntano direttamente alle incubatrici. Infatti, una volta distrutte, gli zerg rimangono stranamente disorientati. Una volta assicurata l'area Duran sta per procedere alla demolizione ma viene rilevato da un team di specialisti inviato da Stukov. Ora che il sito è stato messo in sicurezza si occuperanno loro della demolizione.
Eliminata la minaccia del disgregatore, per il DTU è arrivato il momento di realizzare la prima parte del piano: deporre L'Imperatore Mengsk prima che possa organizzare le sue forze per la guerra. Per fare ciò, la spedizione punta per un assalto frontale a Khoral ed in particolare ad Augustgrad, la capitale del Dominio. L'impresa non è facile, poiché Mengsk può schierare un gran numero di incrociatori e di testate nucleari per la difesa (infatti poiché il pianeta fu in passato completamente incenerito con armi nucleari dalla Confederazione, Mengsk non avrà scrupoli a usare armi nucleari in "casa sua"). Troppe minacce sia per tentare un assalto alla città, sia per disabilitarle entrambe prima dell'arrivo dei rinforzi del dominio. Si opta per una soluzione intermedia. Il capitano deciderà in base alla sua convenienza se puntare ai silos nucleari o in alternativa ai laboratori fisici che forniscono energia ai sistemi d'arma degli incrociatori. Poi, si procederà all'assalto della città. A seconda di come il giocatore termina questa missione quindi, la battaglia per la città vedrà il Dominio schierare un numero esagerato di incrociatori oppure si vedrà costantemente sotto la minaccia di un bombardamento nucleare. In ogni caso, il capitano riuscirà a farsi strada fino al centro di comando di Mengsk, il quale tenta la fuga. Ma non è intenzione del DTU prolungare il conflitto: l'incrociatore di Mengsk viene intercettato dall'Alexander e una piccola flotta. Du Galle fa i complimenti al "cittadino Mengsk" per come ha rallentato la loro avanzata e lo informa che l'indomani, la sua testa campeggerà nella piazza della città. In aiuto di un Mengsk decisamente disperato interviene una misteriosa flotta protoss guidata niente meno che dal suo peggior nemico: James Raynor. Gli intrusi circondano la nave di Mengsk e si fanno richiamare dimensionalmente sfuggendo alle forze DTU. Nella camera di briefing incontriamo un Du Galle imbufalito. Tuttavia, gli scout del DTU hanno localizzato i fuggitivi sul pianeta natale dei protoss: Aiur. I randagi di Raynor sono accampati insieme ad alcune forze protoss presso il portale Warp e si apprestano a lasciare il pianeta attraverso esso. Nonostante la massiccia presenza di zerg tutt'intorno, Du Galle non ha intenzione di lasciare in libertà un personaggio pericoloso come Mengsk. Perciò ordina al capitano di scendere sulla superficie e di catturare Mengsk, mentre Duran a nord e Stukov a sud terranno a bada il grosso delle forze zerg eccitate dal portale Warp. Per assicurarsi la completa superiorità aerea, in questa missione vengono dispiegate anche le fregate Valkirie, particolarmente efficaci contro gli zerg. Nonostante la forte presenza di zerg nell'area, il capitano riesce a farsi strada fino al portale tagliando fuori Raynor e i suoi alleati dalla loro via di salvezza. Tuttavia, un'inaspettata ondata di zerg proveniente dal settore di Duran investe le forze del DTU. Nel caos risultante, mentre Stukov e Duran si scambiano reciproche accuse, Raynor e Mengsk riescono a darsi alla fuga attraverso il portale.
Dopo la battaglia su Aiur Stukov fa rotta per Braxis. Un gruppo di scout rileva sulla superficie del pianeta la traccia psi del disgregatore (che si pensava fosse stato distrutto in una precedente missione su Tarsonis, come ordinato da DuGalle), rendendo evidente che Stukov lo ha smontato e ricostruito sul pianeta ghiacciato. Du Galle è sconvolto nell'apprendere la doppiezza del suo sottoposto, ma incapace di dare una spiegazione logica ai fatti, si convince del tradimento del suo vice e ordina a Duran e al capitano di uccidere Stukov e distruggere il disgregatore una volta per tutte. Una forza d'infiltrazione viene guidata da Duran all'interno della struttura che ospita il disgregatore. Infine, Stukov viene stanato e ferito mortalmente da Duran, che subito dopo scompare e fa partire il conto alla rovescia per l'autodistruzione dell'impianto; nel frattempo un'ordata di zerg si infiltra nella struttura creando il caos. Prima di morire, Stukov fa in tempo a spiegare a Du Galle come davvero stanno le cose: è Duran il traditore. Ha sempre agito nell'interesse dello sciame. Come su Aiur, lasciando fuggire Mengsk. Il disgregatore psi inoltre, impedendo le comunicazioni tra gli zerg, è l'arma definitiva per pacificare gli alieni e catturare l'Unica Mente, per questo Duran lo voleva distrutto. Du Galle infine realizza la sua sprovvedutezza, e ordina ai soldati della task force di guadagnare l'accesso al computer principale per fermare il conto alla rovescia. È una corsa contro il tempo e contro ondate di zerg, ma alla fine i valorosi soldati del DTU hanno successo. Il disgregatore è salvo.
Ora che le colonie sono state annesse e che il disgregatore è attivo, è finalmente giunto il momento di procedere con la seconda parte del piano del DTU: catturare l'Unica Mente. Il grosso della flotta del DTU emerge in orbita intorno a Char. Grazie al disgregatore, gli zerg sono senza guida e la flotta riesce a sbarcare facilmente sulla superficie vulcanica del pianeta. Tuttavia 3 cerebrati particolarmente potenti sono sistemati attorno all'Unica Mente, e questi ultimi, riuscendo ancora a mantenere coesione nonostante l'influenza del disgegatore, rendono ardua se non impossibile l'impresa. Nonostante i pronostici però, la valorosa spedizione della Terra riesce a sconfiggere i cerebrati e, cosa incredibile a dirsi, a rivendicare l'Unica Mente come trofeo di guerra. Kerrigan a questo punto fa la sua comparsa, introdotta a Du Galle da Duran (come ormai era evidente, Duran era stato infestato da Kerrigan fin dall'inizio). Kerrigan lascia un avvertimento sibillino a Du Galle: gli zerg sono di sua proprietà e ben presto lei guiderà le varie forze del settore contro il DTU. Ma DuGalle la sfida a provarci, dato che col disgregatore psi è in grado di impedirle di esercitare il controllo sugli zerg.
In conclusione, attraverso potenti droghe neuro-stimolanti gli scienziati della spedizione riescono a ridurre la giovane Unica Mente all'obbedienza. Il DTU in questo modo, si impadronisce della stragrande maggioranza dello sciame e diventa la fazione più potente del settore. Inoltre man mano che l'Unica Mente arriva a maturazione, essa prende possesso di sempre più zerg. È solo questione di tempo prima che tutto lo sciame (inclusa la stessa Kerrigan) cada sotto il controllo del DTU.
Ma Du Galle si trova in una posizione contemporaneamente di forza e di debolezza: per mantenere il potere infatti deve presidiare contemporaneamente 3 siti chiave: Khoral, l'ex capitale del Dominio, Char, la dimora dell'Unica Mente e Braxis, dove risiede il Disgregatore Psi. Le sue forze devono quindi rimanere costantemente divise, rendendole vulnerabili. Ha inoltre perso il suo sottoposto più brillante e sagace, il viceammiraglio Stukov, che è stato ucciso dalla sua stessa miope arroganza. Dalla sua c'è la flotta del DTU, di gran lunga la più potente del settore, e lo sciame, ora sotto il suo controllo anche se non nel pieno della potenza. Benché quindi il settore sia stato effettivamente conquistato dalla Terra, la supremazia deve ora essere mantenuta.

### L'ascesa della nuova volontà dello sciame
L'ultimo capitolo vede di nuovo il giocatore impersonare un cerebrato, che tuttavia è stato "catturato" da Kerrigan e che quindi è posto al suo servizio, così come Duran (palesemente infestato). Kerrigan ha la sua base operativa su Tarsonis, ex capitale confederata, da dove controlla una discreta porzione di sciame. Il DTU però punta il disgregatore psi contro il pianeta, dando vita a una rivolta nei ranghi zerg. Kerrigan perciò è costretta ad ingaggiare una logorante battaglia per sterminare i ribelli e riacquistare il controllo delle sue incubatrici. Una volta messo in sicurezza Tarsonis, Kerrigan è finalmente libera di lanciare il primo fondamentale attacco ai danni del DTU. Per riuscirci mette assieme un'improbabile alleanza con Raynor, Fenix e l'odiato Mengsk, il responsabile della sua morte come umana. Mengsk, in particolare, possiede ancora degli emettitori psi in grado di replicare la sua impronta psi (gli stessi che aveva usato per spingere gli zerg a travolgere la Confederazione). Specificamente, questo apparecchio sarebbe in grado di farle prendere il controllo degli zerg localizzati nei pressi del disgregatore psi. Mengsk naturalmente non si fida di Kerrigan, ma è disposto a tutto pur di riacquistare il potere, ed essendo il DTU ormai diventato il nemico di tutti accetta di correre il rischio e fornendole gli emettitori. Una task force dei randagi di Raynor scende sulla superficie di Braxis, sabotando il generatore che alimenta il disgregatore psi. Nel contempo, Mengsk invia i suoi uomini a "catturare" gli zerg ancora frastornati usando l'emettitore psi sincronizzato sull'impronta mentale di Kerrigan, che è così in grado di prenderne il controllo e farli suoi. In poco tempo gli zerg riallineati danno vita a un alveare dal quale si organizzano per lanciare un attacco che distrugge il disgregatore psi. Con questo dispositivo non più in funzione, Kerrigan è ora in grado di controllare tutto lo sciame non ancora sotto l'autorità dell'immatura Unica Mente.
A questo punto i suoi alleati iniziano a porsi dei dubbi: poiché il disgregatore è stato distrutto temono che Kerrigan possa disfarsi di loro. Ma Raynor conosce Kerrigan a sufficienza per sapere che è davvero intenzionata ad eliminare il DTU. Il vero problema, semmai, sarà cosa succederà una volta che questo sarà sconfitto. Come spesso accade nella vita, i tre scelgono il male che conoscono contro il male che non conoscono, e perciò l'alleanza prosegue. Mengsk, che ha fornito l'emettitore psi, ora pretende il rispetto dei patti e quindi la liberazione del suo trono su Khoral. Ma prima che la covata di Kerrigan sia in grado di assaltare Augustgrad, è necessario che Kerrigan la rinforzi per rimpiazzare le perdite subite durante la rivolta su Tarsonis. Si decide perciò di effettuare una sortita su Moria, il pianeta più ricco di risorse del settore e controllato dall'alleanza Kel Moriana. L'Alleanza è un'organizzazione interessata unicamente al profitto, e, come dopo le guerre di Gilda si era alleata con la Confederazione, dopo la caduta di Tarsonis si era alleata col Dominio. Dopo la battaglia di Augustgrad l'alleanza si era prontamente allineata con il DTU, sempre disposta a supportare chiunque fosse disposto a comprarne (a caro prezzo) carburanti e materie prime. È il veterano protoss Fenix che si trova a svolgere l'ingrato compito di guidare gli zerg in battaglia contro le avide gilde di Moria, un giorno che non avrebbe mai pensato di vedere. Gli zerg riescono ad avere velocemente ragione delle forze terrestri, e una volta assicuratisi un ampio bottino di risorse, abbandonano il pianeta per fare rotta su Korhal.
A difendere quella che era la capitale dell'ex dominio il DTU schiera gran parte delle sue forze, insieme a un vasto numero di zerg. La presa della città quindi si preannuncia decisamente sanguinosa. Per limitare le vittime si decide perciò che le "sacrificabili" forze di Kerrigan affronteranno il carico maggiore, assaltando direttamente il centro della città. I randagi di Raynor, i templari di Fenix e i lealisti di Mengsk invece si occuperanno dei dintorni della città. La battaglia è molto incerta ma alla fine, grazie alla vasta quantità di risorse saccheggiata su Moria, la covata di Kerrigan è in grado di dare vita a un esercito in grado di sovrastare le forze combinate di DTU e Unica Mente. Augustgrad viene quindi liberata e Mengsk assume di nuovo la carica di imperatore del Dominio terrestre.
Con questa vittoria, ormai solo le poche forze DTU presenti su Char rappresentano per Kerrigan una vera minaccia. È quindi arrivato per lei il momento di disfarsi dei suoi alleati. Mentre terrestri e protoss stanchi per la battaglia si concedono dei festeggiamenti per la vittoria, Kerrigan decide di scoprire le sue carte. Ordina al suo Cerebrato di attaccare entrambi gli eserciti di Mengsk e Fenix. Questi, presi alla sprovvista, solo troppo tardi riescono a riorganizzarsi. Per protoss e terrestri il tradimento si conclude con un bagno di sangue ai loro danni. Pochissimi sopravvivono. Gli stessi comandanti, il Generale del dominio Edmond Duke e il Pretore Fenix di Aiur vengono uccisi in questo vile attacco. In uno dei momenti più toccanti dell'intera saga di Starcraft, un Raynor disperato e accecato dalla rabbia si rende conto che della donna di cui si era innamorato non è più rimasto nulla, e sulle spoglie del fidato amico Fenix giura eterna vendetta a Kerrigan: non importa quando e come, ma sarà lui, con le sue stesse mani a ucciderla. Kerrigan dal canto suo non è per nulla impressionata. Con le forze di Raynor e di Mengsk colpite a morte, adesso è libera di concentrarsi completamente sul DTU, lasciando i due a tormentarsi per aver compiuto l'errore di fidarsi di lei.
La covata fa ritorno su Tarsonis, dove Kerrigan decide di prendersi una pausa dopo il bagno di sangue su Korhal. Tuttavia il DTU bussa alla porta: Du Galle ha inviato una grossa porzione di sciame su Tarsonis, al fine di liberarsi di Kerrigan una volta per tutte. Il cerebrato quindi è chiamato a difendere gli alveari dall'assalto degli zerg del DTU. Dei 5 in suo possesso, solo uno si salva e viene messo sotto assedio da tutte le direzioni. Tuttavia, durante gli scontri, Duran scopre che il DTU ha installato un campo contenente numerose apparecchiature e scienziati nei pressi degli alveari. Kerrigan intuisce subito di che cosa si tratta. Siccome l'Unica Mente è contemporaneamente allo stadio infantile, sotto l'effetto di potenti sedativi nonché molto lontana -su Char-, per coordinare efficacemente l'assalto, il DTU è stato costretto ad inviare una task force di scienziati a dirigere lo sciame direttamente sul campo. Il cerebrato di Kerrigan quindi, ordina alle sue genie di rovesciarsi all'interno dell'installazione nemica uccidendone tutto il personale. Senza più una guida, lo sciame si placa ponendo fine all'assedio. Per Kerrigan è arrivato il momento di chiudere la partita, distruggendo l'Unica Mente e liberandosi così dalla minaccia futura di cadere preda ancora una volta della sua volontà. Ma per mettere a segno il colpo definitivo ha bisogno di assicurarsi la collaborazione dei Templari oscuri, suoi nemici. Una task Force guidata da Duran infestato fa rotta per Shakuras con l'obiettivo di recuperare Raszagal, la matriarca. Per evacuare la matriarca infatti Kerrigan ha bisogno di un diversivo e Duran gliene fornirà uno: piazzando delle cariche esplosive presso le reti di piloni che forniscono alimentazione alla cittadella dei protoss, Duran riuscirà a causare un sovraccarico generale permettendo la fuga di Raszagal. Il piano riesce alla perfezione, la cittadella esplode e Raszagal viene presa.
Kerrigan quindi dirige la sua covata sull'orbita di Char insieme al suo ostaggio. Ella sa bene che per uccidere l'Unica Mente una volta per tutte sono necessari gli attacchi psi negativi dei templari oscuri. Non passa molto tempo prima che Zeratul si faccia vivo per riscattare la sua Matriarca. Le condizioni di Kerrigan sono chiare: per riaverla indietro Zeratul e i suoi fratelli dovranno fornirle assistenza durante la battaglia contro l'Unica Mente. Zeratul non è per niente d'accordo, ma Raszagal interviene ricordando a Zeratul che l'Unica Mente è un nemico comune sia di Kerrigan sia dei protoss, perciò gli ordina di "cedere al ricatto" in nome del bene comune. Zeratul seppur riluttante obbedisce. La covata di Kerrigan quindi discende sul pianeta e inizia l'avanzata verso l'Unica Mente affrontando ancora una volta le forze DTU e zerg congiunte e infine, riesce ad aprire la strada verso l'Unica Mente ad una task force di templari oscuri che la distruggono. Per mettere a segno il colpo di grazia, Zeratul in persona scende sulla superficie del pianeta. A questo punto le condizioni sono state rispettate e Zeratul pretende il rilascio della Matriarca. Qui avviene il colpo di scena: con gran sorpresa di Zeratul la matriarca si rifiuta di lasciare Kerrigan. Essa infatti è stata infestata, già molto tempo prima che i protoss evacuassero Aiur. Zeratul realizza infine quanto i protoss abbiano sottovalutato i poteri psi di Kerrigan, i quali l'hanno messa in grado di corrompere un essere potente come la Matriarca senza dover mettere piede sul pianeta e senza che nessuno se ne accorgesse. Per tutta la durata della guerra delle Covate, i protoss sono stati inconsapevolmente manipolati da Kerrigan, che li ha usati per eliminare i cerebrati che ostacolavano la sua scalata alla leadership dello sciame. Sperando ancora di poterla salvare, Zeratul rapisce la matriarca e lascia il campo di battaglia con l'assistenza di una nave di classe Giudice.
Con la morte dell'Unica Mente Kerrigan ormai è la signora incontrastata dello sciame, ma nonostante questo non è intenzionata a lasciare a Zeratul il suo burattino, la matriarca. Mentre le sue incubatrici vengono ricollocate in orbita per il trasferimento, ordina al suo cerebrato di lanciare lo sciame sulle forze protoss prima che queste possano effettuare il richiamo dimensionale per Shakuras. Non c'è niente che i protoss possano fare per fermare la piena furia dello sciame, ed in breve tempo gli zerg raggiungono la camera di stasi dove è rinchiusa Raszagal. Con una decisione coraggiosa ma sofferta, Zeratul decide di togliere la vita alla sua amata matriarca personalmente, piuttosto che lasciarla nelle mani di Kerrigan. Kerrigan è insieme stupita e divertita da questo epilogo e, convinta che il senso di colpa col tempo avrebbe logorato Zeartul fino alla pazzia, decide di lasciar partire i protoss superstiti. A Zeratul non resta altro da fare se non fare rotta per Shakuras sperando di trovare Artanis ed altri superstiti.
Trasferitasi su Char Aleph, la piattaforma orbitale intorno al pianeta, la vittoriosa Kerrigan ha una brutta sorpresa. Tre flotte sono appena emerse nei dintorni del pianeta e si preparano a darle battaglia, e questo proprio mentre Samir Duran è sparito e gran parte delle sue forze sono ancora dislocate sulla superficie del pianeta. Le restano solo un manipolo di zerg schierati a difesa della piattaforma, sulla quale sono appena state ubicate tutte le sue incubatrici. Le tre flotte rispondono rispettivamente ai comandi di Mengsk (che in qualche modo è riuscito a mettere rapidamente insieme una spedizione nonostante la recente sconfitta), di Artanis (al comando dei sopravvissuti di Shakuras) e di Du Galle (alla guida di tutto ciò che rimane del DTU nel settore Koprulu). Le tre flotte, tutte animate da ben motivati sentimenti di vendetta, si ritrovano così a formare un'alleanza sul campo ai danni di Kerrigan, la quale è circondata e tagliata fuori da gran parte delle sue forze. Tuttavia, tutte e tre le fazioni hanno subito grandi perdite nelle recenti battaglie e ora sono solo l'ombra della loro potenza originaria. Nonostante lo svantaggio tattico perciò, la Regina delle Lame riesce a respingerle. Mengsk ed Artanis fanno ritorno ai loro rispettivi mondi con la coda tra le gambe. Ma per Du Galle e i soldati del DTU non c'è scampo, essendo la Terra lontana oltre ogni possibilità di fuga. Du Galle si dice disposto alla resa, se questo potrà servire a salvare la vita ai suoi uomini. Ma Kerrigan non è interessata a fare prigionieri. Perciò ordina all'Ammiragio di fare rotta per la Terra al massimo della potenza. Concederà loro un po' di vantaggio prima di lanciargli l'intero sciame alle calcagna.
In definitiva, Kerrigan conquista di fatto il settore Koprulu avendo ereditato il pieno controllo dello sciame ed essendo contemporaneamente riuscita a distruggere completamente tutte le flotte protoss e terrestri esistenti. Della spedizione del DTU in particolare, nessun superstite riuscirà a raggiungere la Terra per riferire ciò che è successo. Lo stesso Du Galle invia una lettera alla moglie raccontandole segretamente la verità e si suicida momenti prima che lo sciame si riversi sulle sue navi malandate, uccidendo tutti quanti.
Artanis prende la guida dei protoss e intraprende la ricostruzione della loro società su Shakuras cercando di riconciliare Khalai e Templari Oscuri, reduci da millenni di incomprensioni. Mengsk invece deve rifondare il Dominio terrestre, uscito completamente distrutto dalla guerra per il controllo degli zerg. Per impedirglielo, Raynor intraprende una lotta di resistenza contro Mengsk, ma i suoi sforzi sono vanificati dalla macchina propagandistica imperiale. Zeratul, infine, sparisce ancora una volta nel vuoto: dopo essere venuto a conoscenza di un oscuro segreto riguardo alle origini di entrambi zerg e protoss si mette alla ricerca di risposte.
Kerrigan invece, nonostante abbia ora la possibilità di annientare terrestri e protoss una volta per tutte, sente improvvisamente incombere su di lei una grave sensazione di minaccia. Pone quindi fine alla guerra comandando a tutti gli zerg di ritirarsi su Char dove, nei profondi anfratti del vulcanico pianeta, fa intraprendere allo sciame un lungo processo di evoluzione al fine di prepararlo al meglio per la futura battaglia... nessuno da allora ha più notizie degli zerg poiché nessuno tra gli sventurati che vi si sono recati ha più fatto ritorno da Char. Ma tutti sanno che presto o tardi gli zerg completeranno la loro mostruosa evoluzione e che Kerrigan tornerà a finire ciò che ha iniziato durante la Guerra delle Covate.

### L'oscuro segreto di Samir Duran
Dalla complicata trama della Guerra delle Covate, alla fine emerge come ogni evento sia stato il risultato dell'abile manipolazione di Kerrigan, che è riuscita ad ingannare protoss, DTU, Dominio e i Randagi di Raynor in modo da ostacolarsi a vicenda o aiutarla a eliminare i cerebrati suoi rivali nella scalata alla leadership dello sciame. Per farlo, si è impossessata di due esseri dotati di poteri psionici quali Samir Duran della resistenza Confederata e di Raszagal la matriarca, infestandoli.
Tuttavia, un'altra più oscura chiave di lettura emerge dal videogame, qualora il giocatore riesca a completare in meno di 10 minuti la penultima missione della campagna zerg, ovvero la distruzione dei protoss prima che possano abbandonare Char con la matriarca. Qualora vi riesca infatti guadagna l'accesso ad una missione segreta che rivela inquietanti retroscena sulla vicenda.
Il protagonista è uno Zeratul in fuga da Char verso Shakuras, che individua la presenza di emissioni psi protoss da una luna desolata mai colonizzata dai suoi simili. Una volta atterrato sulla superficie scopre la presenza di una piccola installazione terrestre, ospitante diverse camere di stasi contenenti esemplari zerg e protoss in ibernazione criogenica e costantemente analizzati da computer terrestri. Inizialmente Zeratul crede si tratti di un azzardo degli umani, ma proseguendo nelle sue indagini si rende conto che la verità è un'altra, molto più agghiacciante. In una camera di stasi particolarmente protetta scopre un abominio che non avrebbe mai pensato di vedere: un ibrido protoss/zerg (cioè il fine ultimo dell'ambiziosa Unica Mente, creata dagli Xel Naga). Inorridito, Zeratul comprende che questa mostruosità va oltre le capacità dei folli umani, e a conferma di ciò Samir Duran gli appare rivelandosi per quello che è veramente. Né un umano, né un burattino di Kerrigan: Duran è altresì un essere millenario che gli fa capire come tutti gli eventi finora accaduti siano parte di un disegno antico quanto le stelle. L'ibrido dentro la camera di stasi è la tappa finale del processo evolutivo di protoss e zerg, e quando questa creatura si sveglierà l'universo non sarà più lo stesso.
Alla fine Zeratul, distrugge l'ibrido, ma non prima che Duran gli riveli che altri migliaia di ibridi sono in attesa su altrettanti mondi remoti e desolati, rendendo così impossibile localizzarli e distruggerli tutti prima che maturino.
Incredulo e agghiacciato da tali verità, l'eroe fugge dal pianeta verso una meta ignota, incapace di raccontare ciò che ha visto ai suoi compagni. La campagna Brood War finisce così a settembre/ottobre del 2500.

### Wings of Liberty
Sono passati quattro anni dagli avvenimenti narrati nell'espansione del primo episodio, Brood War e precisamente siamo a settembre del 2504. Sarah Kerrigan, la Regina delle Lame, si è ritirata sul pianeta Char per rinforzare lo sciame, mentre Arcturus Mengsk è tornato al potere del Dominio e lo tiene col pugno di ferro. I Protoss superstiti sono ancora su Shakuras, riappacificatisi coi loro fratelli rinnegati. L'ex sceriffo del pianeta Mar Sara James Raynor, ha dato vita ad un'organizzazione ribelle chiamata I Randagi di Raynor, con quartier generale sull'incrociatore Hyperion, appartenuto alla flotta di Mengsk e ora al comando di Matt Horner. La storia è narrata dal punto di vista di Raynor, il quale, dopo la perdita dell'amata Sarah Kerrigan per mano dello stesso tiranno che aveva ingenuamente aiutato a salire al potere (sentendosi colpevole di entrambe le cose), è caduto in una depressione che lenisce solo quando è ubriaco. Viene contattato da un vecchio amico, tale Tychus Findlay, un condannato in precedenza compagno di scorribande di Raynor. Questi viene liberato dalla Fondazione Moebius, organizzazione scientifica interessata a recuperare e studiare manufatti Xel'Naga, l'antico popolo che creò all'alba dell'universo i Protoss e gli Zerg. Da qui inizia l'avventura di Raynor attraverso le varie missioni (26 in tutto: 25 normali, più una segreta) su vari pianeti e stazioni spaziali del settore Koprulu. Quattro sono i filoni principali della trama: contrastare il Dominio (missioni proposte da Horner), recuperare i manufatti Xel'Naga da una setta di fanatici Protoss, i Tal'Darim, per poi rivenderli e finanziare la rivoluzione (missioni proposte da Findlay), salvare milioni di esseri umani da una nuova ondata Zerg (missioni proposte dalla dottoressa Ariel Hanson), aiutare mercenari come Gabriel Tosh nel raggiungere i suoi obiettivi. Fa inoltre la sua comparsa il Protoss Zeratul, il quale consegna a Raynor un manufatto che gli permette di rivivere i ricordi del Templare Oscuro sotto forma di missioni dove si scopre che Sarah Kerrigan è l'eletta di una profezia, che la vuole come unica speranza di salvezza dell'universo dalla minaccia degli ibridi Protoss-Zerg. La battaglia finale si svolge sul pianeta Char, infestato dagli Zerg: Raynor, usando i manufatti recuperati, riesce a liberare Sarah Kerrigan dall'infestazione, riportandola alla forma umana. La campagna finisce così nel dicembre del 2504.

### Heart of the Swarm
Poco dopo la battaglia su Char, Kerrigan viene portata in un laboratorio di ricerca dal principe Valerian per capire se e come le sia ancora possibile controllare gli Zerg. Il laboratorio viene però improvvisamente attaccato da soldati del dominio con l'ordine di uccidere la Regina delle Lame. I Randagi, Valerian e Kerringan riescono a fuggire a bordo dell'Hyperion, ma Raynor rimane disperso durante la fuga. I notiziari informano in seguito dell'esecuzione dell'ex sceriffo.
Determinata a vendicarsi di Mengsk per averla tradita su Tarsonis e aver ucciso Raynor, Kerrigan comincia a riprendere il controllo dello sciame tornando su Char, dove sconfigge le truppe del dominio guidate dal generale Horace Warfield, e sulla luna ghiacciata Kaldir, dove annienta una spedizione protoss prima che avvertano Shakuras. Mentre è impegnata in questa impresa, Zeratul appare a Kerrigan e le suggerisce di viaggiare fino a Zerus, il pianeta natale degli Zerg, dove potrà apprendere le conoscenze necessarie a far evolvere gli zerg ad una forma ancor più potente e superiore.
Su Zerus Kerrigan risveglia Zurvan l'Antico, il primo Zerg, da cui apprende che l'entità che minaccia la galassia è un antico Xel'Naga rinnegato di nome Amon, che nei tempi antichi rubò alcuni zerg dal pianeta per asservirli al suo volere. L'unico modo per Kerrigan di fermare tutto ciò è prendere il controllo totale dello sciame, e per farlo si immerge in una nuova crisalide uscendone come una nuova e più potente (ma dotata di un animo umano) Regina delle Lame.
Dopo aver sconfitto tutti i capobranco di Zerus, Zurvan compreso, Kerrigan riprende il suo viaggio, ricevendo la chiamata di Alexei Stukov, l'ex ammiraglio della flotta del DTU ucciso da Samir Duran. Riportato in vita da un cerebrato, Stukov è stato infestato e divenuto una cavia del dominio. Con l'aiuto del nuovo alleato, Kerrigan distrugge il laboratorio dove vengono condotti studi sugli ibridi, e uccide il dottor Narud, capo della fondazione Moebius, ma anche capo del progetto di ricerca degli ibridi.
Narud è in realtà un antico mutaforma servitore dello Xel'Naga rinnegato Amon. In punto di morte, questi rivela che in realtà il suo signore è già resuscitato.
Dopo aver appreso che Raynor è ancora vivo, e tenuto prigioniero a bordo di una nave prigione, Kerrigan, con l'aiuto di Valerian e Matt riesce a liberarlo, ma Jim, vedendo Sarah di nuovo nella forma della Regina delle Lame, rifiuta di starle vicino e la abbandona andandosene per conto proprio.
Kerrigan rivolge quindi la furia dello sciame verso Korhal, per compiere la sua vendetta contro Arcturus. Grazie anche all'aiuto di Raynor, pentitosi della sua condotta con Kerrigan, Sarah riesce a raggiungere Mengsk all'ultimo piano del suo palazzo.
L'imperatore cerca di eliminare la Regina delle Lame usando il dispositivo Xel'Naga usato per liberarla dall'infestazione, ma con l'intervento provvidenziale di Jim il suo tentativo fallisce, e Kerrigan può finalmente compiere la propria vendetta.
Con la morte di Mengsk, Kerrigan e Jim si separano nuovamente, non prima però che Raynor possa confessare in parte i propri sentimenti alla Regina delle Lame, che forte del suo nuovo potere e del controllo assoluto dello Sciame si prepara ad affrontare il suo vero nemico, Amon. La campagna finisce così all'inizio dell'aprile del 2505.

### Legacy of the Void
Nel prologo, chiamato "Sussurri di oblio", Zeratul scopre il tassello finale della misteriosa profezia degli Xel'naga e decide di tornare dalla sua gente per allarmarli. 
Egli giunge da Artanis subito prima dell'inizio dell'invasione di Aiur da parte dell'Armata d'Oro, ma il gerarca decide di procedere all'attacco. Quando le forze Protoss ingaggiano gli zerg che dovrebbero essere selvaggi, si rendono conto che al loro comando ci sono degli ibridi. Allarmato da ciò Artanis decide di inviare Zeratul a recuperare il manufatto Xel'Naga su Kohral che secondo lo stesso templare oscuro sarà l'arma per annientare Amon. Improvvisamente però, quest'ultimo, entra nel Khala, la connessione che unisce tutti i templari, soggiogandoli al suo volere. Zeratul, immune poiché come gli altri Nerazim ha tagliato i cordoni neurali che legano al Khala i Protoss, riesce a tagliare quelli di Artanis, ma a costo della vita. Artanis, con i Nerazim e tutti i templari che è riuscito a separare dal Khala, attiva l'ultima delle tre grandi arche, la "Lancia di Adun" e fugge dal pianeta ormai sotto il controllo di Amon. Artanis scopre ben presto che il suo nemico sta attaccando in tutto il settore con forze Zerg, i Protoss soggiogati, i Tal'darim a lui fedeli, nonché gli umani della Divisione Moebius sotto il suo controllo. Artanis riesce a recuperare l'artefatto Xel'Naga da Kohral e ad evacuare Shakuras prima di farlo esplodere per eliminare tutti gli zerg che lo avevano invaso. Seguendo le informazioni presenti nell'artefatto, i Protoss giungono ad Ulnar, origine degli Xel'Naga. Sempre ostacolati dalle forze di Amon, Artanis entra nel tempio dove incontra Kerrigan, anch'essa alla ricerca degli antichi dèi. I due scoprono con orrore che però gli Xel'Naga che lì riposavano sono stati tutti uccisi da Amon e riescono a sfuggire alla trappola tesa dal loro nemico grazie anche all'aiuto di Alarak, primo Ascendente dei Tal'darim. Questi ha scoperto le false promesse di Amon alla sua tribù e desidera vendicarsi. Artanis decide di stringere un patto con lui e lo aiuta a diventare monarca dei Tal'darim così che si schierino al suo fianco nella lotta contro Amon. Il gerarca decide anche di risvegliare i purificatori, macchine con intelligenza artificiale facenti parte di un progetto abbandonato dal Conclave. Avuto anche il loro supporto, Artanis e i suoi alleati attaccano Aiur distruggendo prima il corpo ospite di Amon, quindi utilizzano l'artefatto Xel'Naga per bandirlo dal Khala e farlo ritornare al Vuoto.
Non molto tempo dopo, Kerrigan contatta Artanis e Raynor, chiedendo il loro aiuto per uccidere definitivamente Amon dopo essere entrati nel vuoto, prima che ritorni una minaccia. Seguendo la voce di Tassadar, le loro forze si fanno strada nel vuoto fino a uccidere Narud, anch'egli tornato al Vuoto dopo essere stato ucciso come ogni Xel'Naga. Lo spirito di Tassadar si rivela in realtà Ouros, l'ultimo Xel'Naga, che offre la sua essenza a Kerrigan per fare diventare ella stessa una Xel'Naga. Con il nuovo potere acquisito, sempre supportato da Raynor e Artanis, Kerrigan riesce infine a uccidere Amon.
I terrestri, guidati da Valerian Mengsk e Matt Horner, ricostruiscono il Dominio portando così la pace. I Protoss ricostruiscono la loro civiltà su Aiur, esclusi alcuni Tal'darim guidati da Alarak che decidono di unirsi ai Templari e trovare un proprio pianeta. Gli Zerg, guidati da Zagara si impongono sui pianeti vicino a Char. In tutto il sistema si prospetta un periodo di pace e prosperità.
Nell'ultimo filmato del gioco si vede Jim su Mar Sara a rivivere i ricordi dei suoi amici caduti e del suo amore perduto finché, dalla porta del bar, esce una luce e si vedono dei capelli rossi mossi dal vento che aspettano lui, Jim si gira sorridendo e, lasciando il suo distintivo sul bancone, si allontana per raggiungere quella figura che sembra Sarah Kerrigan quando era ancora umana per vivere una nuova vita. Non si saprà più nulla di lui.

## Cosmologia
I pianeti di StarCraft sono locati principalmente nel settore Koprulu, nel settore Dinares, nel settore Tursobis e nel settore Omega, tutti settori della galassia Via Lattea. 

I settori sono divisi in vari quadranti (i cui più noti sono il quadrante Delta nel settore Omega e i quadranti Sigma e Theta nel settore Koprulu).

I quadranti sono a loro volta divisi in varie regioni, le cui più note sono quelle del settore Koprulu, ovvero: Fringe (marginale), Outer (esterna), Core (centrale) e Kelanis Rift (Spaccatura Kelanis).

Nota: vengono anche menzionati pianeti del sistema solare e nei sistemi di Alfa Centauri, Beta Centauri e nella stella Tau della Balena (Tau Ceti).

## Razze principali
- Terrestri[11]
- Zerg
- Protoss
- Xel'Naga

## Personaggi principali
I personaggi sono divisi per razza e in ordine alfabetico.

### Voce nell'Oscurità
È uno dei molti nomi per una entità basata sul Vuoto, ostile agli Xel'naga e ai loro seguaci, i Protoss. Si è anche autochiamato "Il Signore dei posti nel mezzo", il "Cuore Vivente del Vuoto", e il "Vero Dio" (in contrasto con gli Xel'naga, che si riferisce a loro come "falsi dei" ). È a conoscenza della storia degli Xel'naga e possiede anche la conoscenza della tecnologia psionica. Egli proclama che il suo comportamento è maligno perché questo è il modo in cui la galassia lo ha fatto, e disprezza gli Xel'naga perché cambiano l'ordine naturale, e anche per averlo imprigionato piuttosto che ucciso. Gli Xel'Naga, durante il loro vagabondare alla ricerca dell'essere potenzialmente perfetto incontrarono un divoratore di civiltà. Questa entità del Vuoto venne chiamata la Voce nell'Oscurità e fu responsabile di molti degli eventi più catastrofici e violenti dell'intera galassia. Gli Xel'Naga, che avevano a cuore ogni forma di vita, non riuscirono a uccidere questo essere. Sfruttando i cristalli Argus e lo stesso potere del Vuoto, decisero di imprigionarlo nelle profondità del pianeta KL-2. Era un mondo disabitato che orbitava attorno ad una stella morta e per questo fu erroneamente considerato un luogo sicuro. Molte migliaia di anni dopo la creazione della prigione, un team di ricerca della Fondazione Moebius arrivò sul pianeta e trovò un'antichissima struttura circondata da innumerevoli cristalli Argus che sembrava essere stata costruita dai protoss. Uno dei ricercatori, la Dottoressa Morrigan, possedeva dei flebili poteri psionici ed imparò ad amplificarle per sondare la struttura. Non essendo in grado di comprendere cosa avesse di fronte, si convinse di essere la chiave di quella serratura cristallina e nel tentativo di aprirla, la danneggiò. L'essere imprigionato al suo interno cominciò a liberarsi e in poco tempo distrusse la sua prigione. Uccise metà del team di ricerca e possedette il resto facendoli diventare suoi schiavi. Ebbe così inizio la vendetta di questa entità del Vuoto che da quel momento si intromise nei piani degli Xel'Naga cercando di mandarli in frantumi.

### Xel'Naga

#### Amon
Uno dei pochi superstiti dell'ultima generazione Xel'Naga, viene anche chiamato "il Caduto" o "Voce Oscura". Vuole comandare l'universo ed impedire il Ciclo degli Dei, in cui gli Xel'Naga prendono vita, ma con il passare del tempo diventano sterili; per sopravvivere, devono dare origine a due razze, che posseggono una la purezza dell'essenza e l'altra la purezza della forma. Queste due razze sono destinate a fondersi tra loro, per dare origine a una nuova razza di purezza assoluta, che diventa la successiva generazione di Xel'Naga, e così via. Se il ciclo per qualche motivo dovesse interrompersi, gli Xel'Naga cesserebbero di esistere. Lo scopo di Amon è interrompere il ciclo, per diventare lui, al posto degli Xel'Naga, il padrone dell'universo; egli si serve di un mutaforma (Dottor Emil Narud/Samir Duran) come aiutante ed è servo della Voce dell'Oscurità.

#### Dottor Emil Narud/Samir Duran
Xel'Naga mutaforma al servizio di Amon, ha avuto vari nomi col passare dei millenni e il suo compito è per lo più quello di creare ibridi Protoss/Zerg. Nelle sembianze del tenente Samir Duran è dapprima al servizio della Confederazione, poi passa sotto il DTU e infine sotto gli Zerg, come comandante in seconda dopo Kerrigan. Nelle sembianze del dott. Narud è a capo della fondazione Moebius e ne risponde al proprietario: Velerian Mengsk. Viene ucciso da Kerrigan alla stazione Skygeirr e come ogni Xel'Naga ritorna al vuoto, dove viene ucciso dalle forze combinate di Kerrigan, Artanis e Raynor.

#### Ibridi Protoss/Zerg
Quando due razze, l'una pura nell'essenza e l'una pura nella forma, si uniscono, danno vita alla razza pura assoluta, che prende il nome di Xel'Naga. Questa razza però, per ragioni sconosciute, diventa sterile ed è condannata all'estinzione. Gli Xel'Naga hanno il potere di ricreare due razze, una pura nella mente e una nella forma, affinché si ricongiungano e ricreino il ciclo degli dei, che tramite la loro fusione dà vita a una nuova stirpe di Xel'Naga. Pertanto nell'universo, nel corso dei millenni, ci sono state varie generazioni di Xel'Naga. In questo caso si devono ricongiungere i Protoss, puri nella mente, e gli Zerg, puri nella forma. Ma gli esseri ottenuti da Amon non sono Xel'Naga, dato che sono stati ottenuti artificialmente, per essere soggiogati al suo volere.

#### Orus
Cerca Tassadar

### Terrestri
- Gerard DuGalle: ammiraglio del DTU e amico del suo vice Alexei Stukov. Ha una moglie di nome Helena e dei figli[12]. Nato nel 2436, fu un comandante pluridecorato della Lega delle Potenze Unite, divenuta poi il DTU. Per tale motivo fu insignito del grado di Ammiraglio del DTU e fu incaricato di assumere il controllo del settore Koprulu imponendo il dominio del DTU in quel settore. Si suicida prima che la sua flotta venga completamente annientata dagli zerg di Kerrigan.
- Edmund Duke: generale a comando dello squadrone Alfa della Confederazione. Diventa poi generale dei Figli di Korhal e del Dominio. Viene infine ucciso da Kerrigan a tradimento. All'inizio degli eventi narrati, nel 2499, ha 53 anni ed ha all'attivo più di 40 anni di esperienza nell'esercito poiché vi entrò da bambino.
- Tychus Findlay: compagno di scorribande di Raynor all'epoca in cui erano entrambi criminali, ritorna con un lavoro da proporgli: rubare dei preziosi artefatti alieni. È purtroppo costretto dal Dominio a compiere una missione, pena la morte: uccidere la Regina delle Lame, e quindi tradisce Raynor, finendo però ucciso dal compare.
- Ariel Hanson: dottoressa che Raynor e i suoi salvano evacuando il pianeta Agria da un'invasione Zerg. Alla fine del suo ciclo di missioni starà al giocatore scegliere se fidarsi di lei nel cercare una cura per la contaminazione Zerg, o sterminare gli infetti della sua colonia, e a seconda della scelta, ella vivrà o morirà.
- Matt Horner: è il comandante dell'Hyperion, l'incrociatore che funge da Q.G. per i Randagi, amico di Raynor e suo braccio destro. È sposato con Mira Han anche se non ci convive.
- Sarah Louise Kerrigan: vedi Sarah Kerrigan.
- Arcturus Mengsk: vedi Arcturus Mengsk
- Valerian Mengsk: figlio di Arcturus, è il proprietario della fondazione Moebius. Il suo intento è quello di diventare un imperatore migliore di suo padre.
- James "Jim" Eugene Raynor: vedi Jim Raynor.
- Alan Schezar: mercenario pilota di Goliath a capo della milizia "Schezar's Scavengers", nemico principale delle campagne "Enslavers" e "Enslavers II".
- Egon Stetmann: membro dei Randagi, scienziato e medico, si occupa del laboratorio dell'Hyperion e delle ricerche per migliorare la tecnologia dei Terrestri.
- Alexei Stukov: vice-ammiraglio e comandante in seconda del DTU. Viene ucciso da Samir Duran. Riportato in vita da un cerebrato, Stukov è stato infestato ed è divenuto una cavia del dominio. Riuscito a liberarsi, si mette al servizio di Kerrigan per sconfiggere gli ibridi.
- Rory Swann: membro dei Randagi, si occupa principalmente di fornire a Raynor nuove unità e migliorie per quelle già in possesso.
- Nova Terra: vedi Nova
- Gabriel Tosh: misterioso individuo leader degli Spettri (una variante migliorata degli ordinari Fantasmi) che si unisce ai Randagi nella lotta contro Mengsk. Alla fine del suo ciclo di missioni, bisognerà scegliere se dare fiducia a Tosh, che dice di poter addestrare Spettri mentalmente stabili, oppure tradirlo seguendo Nova, un Fantasma del Dominio, che comunque non si unirà alla ribellione. Se si ascolta Nova, ella poi lo uccide. Altrimenti Tosh rimarrà coi Randagi.
- Horace Warfield: generale del Dominio, veterano di molte battaglie. Guida l'attacco a Char per trasformare di nuovo in umana Kerrigan e rimane sul pianeta per presidiarlo. Viene ucciso al ritorno di Kerrigan alla guida degli zerg del pianeta.

### Zerg
- Abathur: è una creatura Zerg unica creata dall'Unica Mente. Divenuto selvaggio dopo la morte del creatore, ha vagato per le gallerie di Char fino a quando è stato ritrovato dalla Regina delle Lame, che ha ripristinato il suo scopo: guidare l'evoluzione dello sciame secondo il volere di chi lo comanda. È stato anche colui che ha trasformato Kerrigan nella Regina delle Lame.
- Daggoth: cerebrato della genia Tiamat, uno sciame di comando di circa 6.500.000 individui, è uno dei cerebrati più antichi e le sue armate difendono l'Unica Mente stessa. Dopo la morte di quest'ultima, egli si fonde con altri cerebrati creando una nuova Unica Mente.
- Izsha: è una creatura unica Zerg serpentiforme che funge da consigliere di Kerrigan. Secondo quando asserito da lei stessa, un tempo la Regina delle Lame riponeva in lei pensieri e piani.
- Regina delle Lame: vedi Sarah Kerrigan.
- Unica Mente: ce ne sono state 2; la prima fu creata dagli Xel'Naga per essere il signore degli Zerg. Venne poi uccisa da Tassadar con la nave Gantritor. La seconda Unica Mente venne creata dalla fusione di più cerebrati, ma venne poi uccisa da Zeratul. L'Unica Mente impartiva gli ordini all'intero Sciame tramite i Cerebrati, i quali a loro volte delegavano gli Overlord.
- Zagara: vedi Zagara.
- Zasz: cerebrato della genia Garm, uno sciame d'assalto di circa 10.000 individui. Primo cerebrato ucciso da Zeratul, la sua morte ha permesso all'Unica Mente di individuare la posizione di Aiur.

### Protoss
- Alarak: Primo Ascendente dei Tal'darim, una fazione Protoss seguaci di Amon. Scoperto il tradimento dello Xel'Naga verso la sua gente, offrirà un'alleanza ad Artanis per uccidere Ma'lash e prendere il comando della tribù in cambio di supporto contro Amon stesso, di cui vuole vendicarsi.
- Aldaris: è un giudice portavoce del Conclave verso la casta dei Templari. All'inizio degli eventi narrati, nel 2499, ha 740 anni. Seppure accettando la riconciliazione con i Templari Oscuri, rimarrà sempre molto sospettoso della cooperazione dei Protoss con Kerrigan, fiutando le sue menzogne: per questi motivi organizzerà una rivolta alla fine della quale verrà messo a tacere dalla stessa Regina delle Lame.
- Artanis: vedi Artanis.
- Fenix: è un pretore della casta dei templari molto valoroso. Muore in uno scontro con gli Zerg. Il suo corpo viene fatto rivivere poi in un'unità Dragone, finché muore definitivamente per mano di Kerrigan. All'inizio degli eventi narrati, nel 2499, ha 397 anni.
- Mohandar: anziano leader dei templari oscuri, capitano di una Lancia del Vuoto. Succeduto a Raszagal, ad egli stesso succederà Vorazun.
- Raszagal: ex matriarca dei templari oscuri. Viene salvata da Adun quando era ancora bambina. Nonostante i suoi grandi poteri psionici, viene soggiogata mentalmente da Kerrigan; Zeratul è perciò così costretto ad ucciderla per liberarla dal controllo mentale di Kerrigan.
- Rohanna: ultima delle tre grandi preservatrici, il suo compito è conservare la conoscenza di tutti i Protoss attraverso il Khala.
- Selendis: esecutore dei Protoss e quindi leader della casta dei templari. Lavora sotto il diretto comando di Artanis.
- Talandar: automa dei Purificatori in cui è inserita la personalità di Fenix. Inizialmente penserà di essere Fenix stesso, poi scoprirà la verità.
- Tassadar: vedi Tassadar.
- Urun: leader della tribù Auriga dei Protoss.
- Vorazun: matriarca leader dei templari oscuri e figlia di Raszagal.
- Zeratul: vedi Zeratul.